# AMC Matador
El AMC Matador es una línea de modelos de automóviles que American Motors Corporation (AMC) fabricó y comercializó en dos generaciones, en 1971-1973 (tamaño mediano) y en 1974-1978 (tamaño completo), inicialmente con diseños de dos puertas. También dispuso de versiones con capota rígida (primera generación) y cupé (segunda generación), así como estilos de carrocería sedán y familiar de cuatro puertas.
El Matador de primera generación se centró en el segmento del mercado "familiar" y también se ofreció en versiones de alto rendimiento, como se destacó en la serie de carreras NASCAR con soporte de fábrica de 1972 a 1975. Varios programas de televisión, que retrataban tanto la vida real como historias ficticias, mostraban operaciones de trabajo policial en los que aparecía el Matador, un vehículo muy habitual en las flotas policiales.
Con su segunda generación, el Matador se convirtió en el automóvil más grande de AMC, cuando dejó de producirse de 1974 el Ambassador, con el que compartía la misma plataforma. Los niveles de equipamiento prémium del cupé Matador de segunda generación se comercializaron como "Barcelona" y "Oleg Cassini" (en referencia al diseñador de moda Oleg Cassini), posicionando el cupé en el segmento de los automóviles de lujo personal.
Fuera de los Estados Unidos, los Matador también se comercializaron con la marca Rambler, siendo ensamblados por Vehículos Automotores Mexicanos bajo licencia en México; en Costa Rica; y por Australian Motor Industries (AMI) en Australia. También se comercializaron en otros mercados de exportación, incluyendo versiones con volante a la derecha para el Reino Unido.

## Contexto
El Matador de 1971 reemplazó al AMC Rebel, que se había comercializado desde 1967. Con un rediseño y un nuevo nombre, los AMC Matador estaban disponibles con estilos de carrocería con capota rígida de dos puertas, sedán de cuatro puertas y familiar. Compartía con la línea Ambassador una plataforma modificada de tamaño completo. Aunque relacionado directamente con los modelos Rebel anteriores, AMC comenzó a promocionar el Matador como algo más que un cambio de nombre con un ligero lavado de cara, para reposicionar la línea en el segmento de automóviles intermedios altamente competitivo entre los consumidores. La campaña publicitaria se construyó en torno a la pregunta "¿Qué es un matador?"
Los modelos sedán y familiar "ofrecieron un valor excelente y fueron coches bastante populares". También se ofrecieron a los compradores de flotas con varias configuraciones especiales para la policía, los taxis y otros vehículos de trabajo. Superaron a la mayoría de los demás coches y "fueron adoptados como coche oficial de policía". Se hicieron populares entre las agencias gubernamentales y las unidades militares, así como en los departamentos de policía de los EE. UU., y los sedanes y familiares generalmente estaban equipados con motores V8 de 360 plg³ (5,9 L) o 401 plg³ (6,6 L). Los Matador para el servicio policial se fabricaron entre 1971 y 1975, y continuaron en servicio más tiempo de lo normal debido a los informes de campo favorables.
El Matador recibió un rediseño en 1974, en parte para cumplir con los nuevos requisitos de seguridad y choque. El cambio más significativo fue en la versión de dos puertas. La versión hardtop fue el estilo de carrocería de venta más lenta en la gama del Matador, aunque estaba en un segmento de mercado donde los modelos de dos puertas eran típicamente los más populares y también los más rentables. Como resultado, el diseño cuadrado de la carrocería con techo rígido de dos puertas fue reemplazado por un modelo de cupé completamente diferente y más elegante "para competir con el mercado alcista de lujosos cupés de tamaño mediano que surgieron después del final de la era muscle car". También presentaba un diseño que fue elogiado por los propietarios junto con sus quejas sobre la línea baja del techo. El diseño del cupé Matador ha sido descrito como "polarizante", además de ser "un cupé evocador y dinámico que capturó perfectamente el espíritu de diseño de la época".
Las versiones hardtop de primera generación respaldados por la fábrica y los cupés de segunda generación compitieron en la categoría stock car de la NASCAR entre 1972 y 1975. Entre sus pilotos figuraban Mark Donohue y Bobby Allison, que ganaron varias carreras, incluida la prueba de las 500 Millas Sureñas de 1975 en Darlington. El AMC Matador logró en sus participaciones cinco victorias.
Los Matador con los colores de la policía aparecieron en programas de televisión y películas durante la década de 1970. El cupé Matador fue un automóvil destacado y también se usó un modelo a escala como un automóvil volador en El hombre de la pistola de oro, una película de James Bond estrenada en 1974.

## Primera generación

### 1971

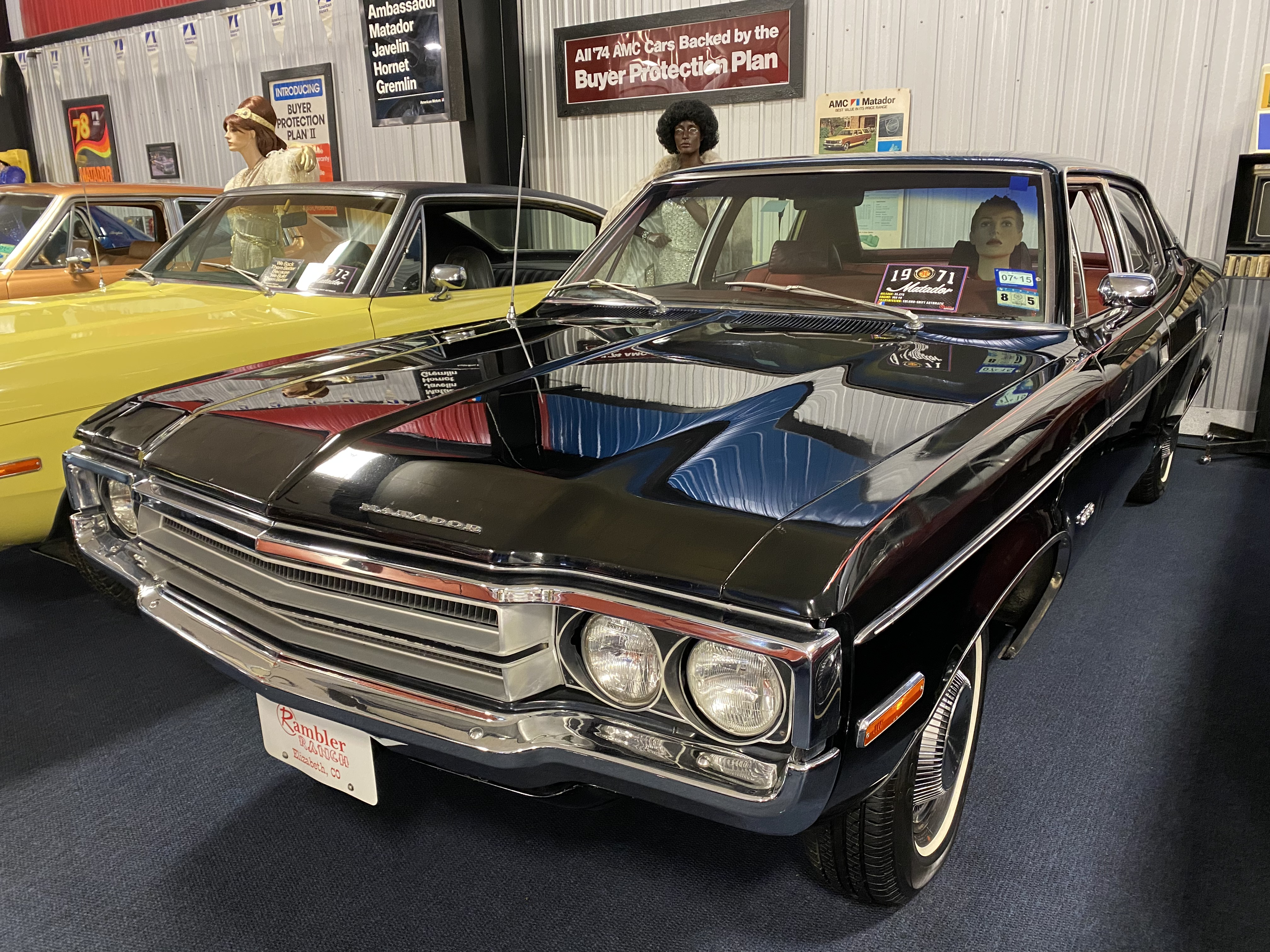
Matador sedán de 1971

El Matador para el año 1971 recibió un estilo frontal revisado para todos sus estilos de carrocería, y compartía con el Ambassador la misma plataforma y su diseño desde el respaldo del asiento posterior hacia atrás. La revisión incluyó una distancia entre ejes más larga y un estilo frontal actualizado, así como calandra y molduras cromadas. El nuevo Matador estaba disponible en estilos de carrocería sedán de cuatro puertas, hardtop de dos puertas (sin pilar B) y familiar de cuatro puertas.
El modelo de 1971 conservó la misma tira cromada en la tapa del maletero y los adornos cromados en las esquinas traseras que en los modelos de 1970. Lo nuevo era un parachoques trasero con unas lentes revisadas de forma cuadrada con esquinas redondeadas; tablero interior, grupo de instrumentos, volante y reposabrazos; así como el climatizador "Weather Eye" instalado en el Rebel entre 1967 y 1970.
Como un Rebel de 1970 rediseñado, la publicidad sugirió que el Matador no era solo un cambio de nombre y un lavado de cara. La nueva placa de identificación distanció al automóvil de las connotaciones de malestar social, y la campaña publicitaria con el lema "qué es un Matador" estableció una identidad de mercado distintiva para el automóvil. Esta campaña de autodesprecio transformó el nuevo modelo en el símbolo de una tenacidad admirable. Las encuestas de investigación de consumidores realizadas por AMC encontraron que se identificaba entre el público con valores como la virilidad y el entusiasmo. American Motors tuvo problemas en Puerto Rico, donde el término "matador" conservaba una connotación de "asesino", trasladada desafortunadamente del léxico de las corridas de toros.
Los familiares ofrecían un asiento de banco corrido opcional dispuesto como una tercera fila orientada hacia atrás, aumentando el número de plazas de seis a ocho pasajeros. El equipo estándar incluía un portaequipajes, así como una puerta trasera oscilante y batiente, que con la ventana trasera retraída se podía abrir hacia abajo usando una manija de liberación montada en el centro que enganchaba las bisagras montadas en la parte inferior, extendiendo así la superficie de carga; o que se podía abrir como una puerta giratoria cuando se usaba la manija situada en el lado derecho que enganchaba las bisagras del lado izquierdo de la puerta trasera.
El Matador venía con un motor de seis cilindros en línea o con el motor AMC V8 con distintas versiones disponibles. Las transmisiones incluían una automática de tres velocidades "Shift-Command" de origen Borg-Warner, una manual de tres velocidades con cambios en la columna del volante y una manual de cuatro velocidades con cambios en el piso.

#### Machine Go Pac
El segmento tradicional del mercado de muscle cars estaba disminuyendo drásticamente en 1971, con tasas de seguro cada vez más altas y cambios cada vez más exigentes que se requerían en los motores obligados a operar con gasolina sin plomo de menor octanaje. Combinados, fue suficiente para obligar a AMC a dejar de producir su modelo Rebel Machine de alto rendimiento después de solo un año. En cambio, se ofreció un "paquete Machine Go" opcional de mejoras de rendimiento como una opción, no como una designación de "modelo", para el Matador hardtop de dos puertas de 1971. Incluía muchas de las mejoras que había incorporado el Rebel Machine, y otras estaban disponibles individualmente, pero sin ninguna designación específica al "Machine" como emblemas o reclamos publicitarios. Los únicos motores disponibles con el paquete Go eran el V8 de 360 plg³ (5,9 L) (una opción adicional de 373 dólares) y el nuevo V8 de 401 plg³ (6,6 L), el motor más grande de AMC (461 dólares extra). Las franjas rojas, blancas y azules que se ofrecían en el Rebel Machine no estaban disponibles, como tampoco lo estaba la toma de aire ram estándar instalada de fábrica. Tampoco se incluyeron transmisiones o palancas de cambio específicas.
Lo que vino con el paquete "Machine Go" fueron ruedas 15x7 "estilo ranura", neumáticos L60x15 Goodyear Polyglas con letras blancas en relieve, una rueda de repuesto reducida para minimizar el espacio ocupado en el maletero, frenos de disco eléctricos y un "paquete de manejo" que incluía suspensiones reforzadas. El escape doble era estándar si se compraba el motor V8 401 opcional, y un cargo extra si se optaba por el V8 360 de base. Un diferencial "Twin-Grip" era opcional, aunque se "recomendaba" su adquisición con el paquete de mejora de rendimiento.
Se produjeron aproximadamente 50 unidades del Matador con el paquete "Machine Go" para 1971.

### 1972

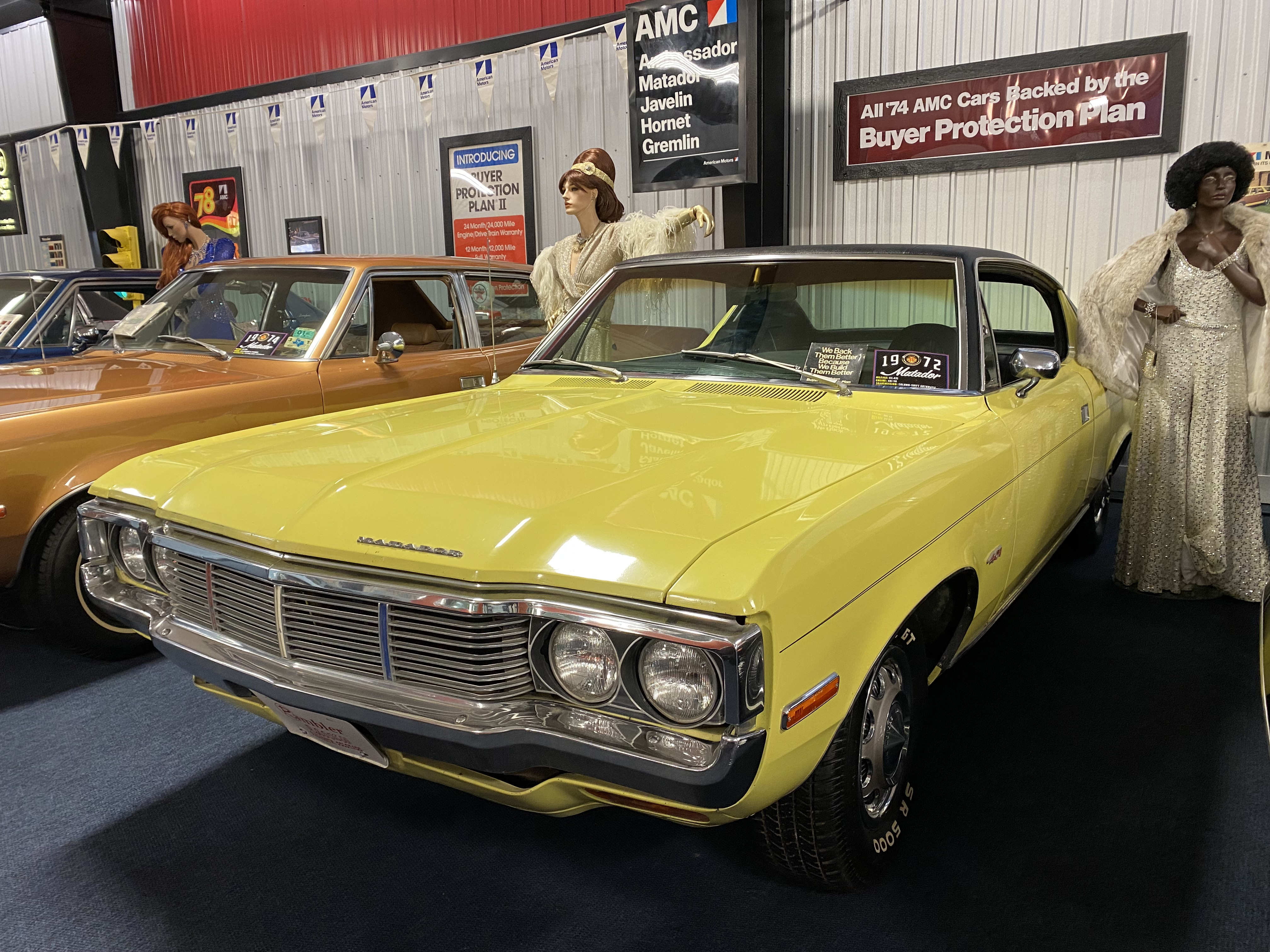
Matador hardtop dos puertas de 1972

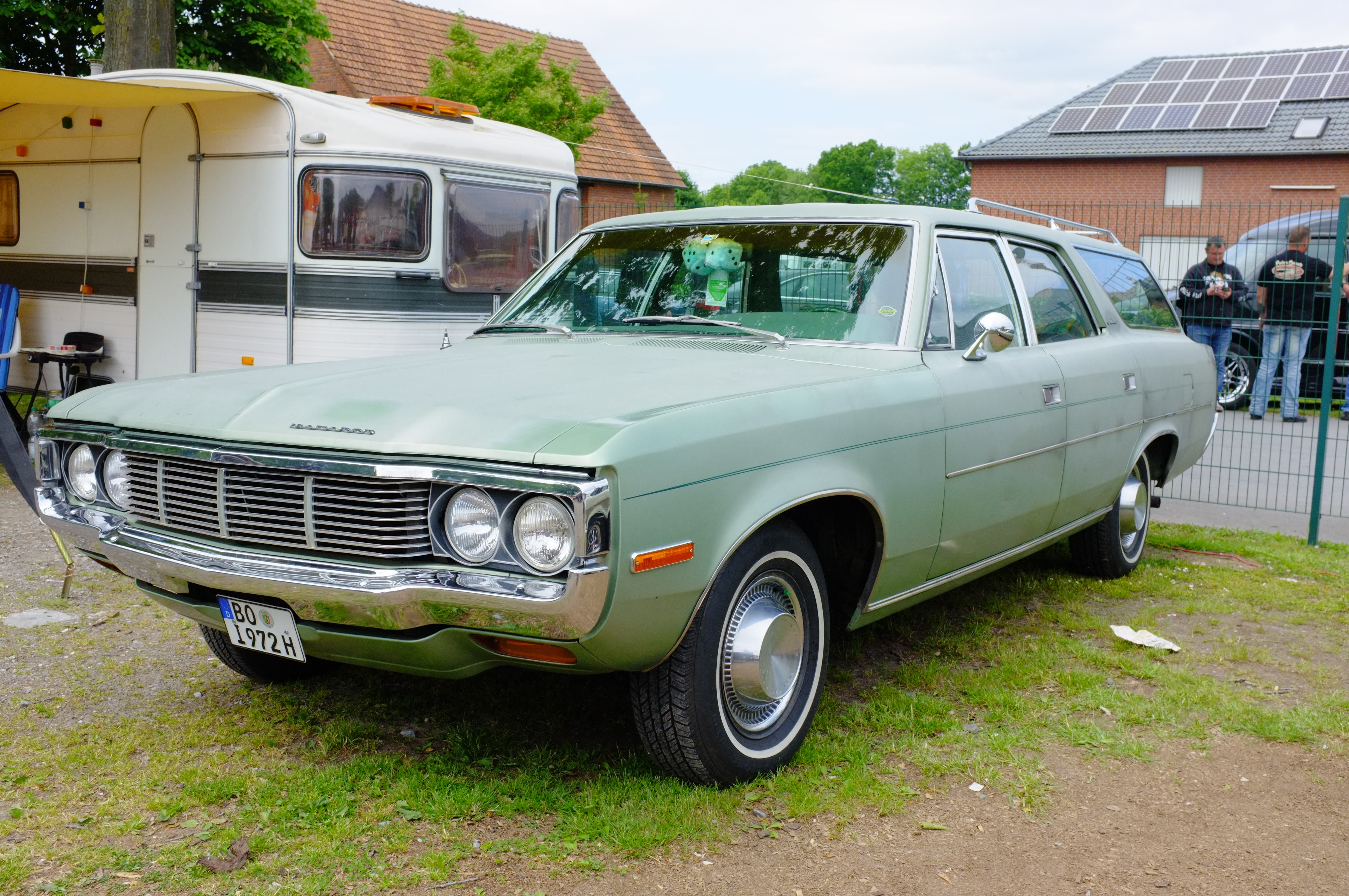
Matador familiar de 1972

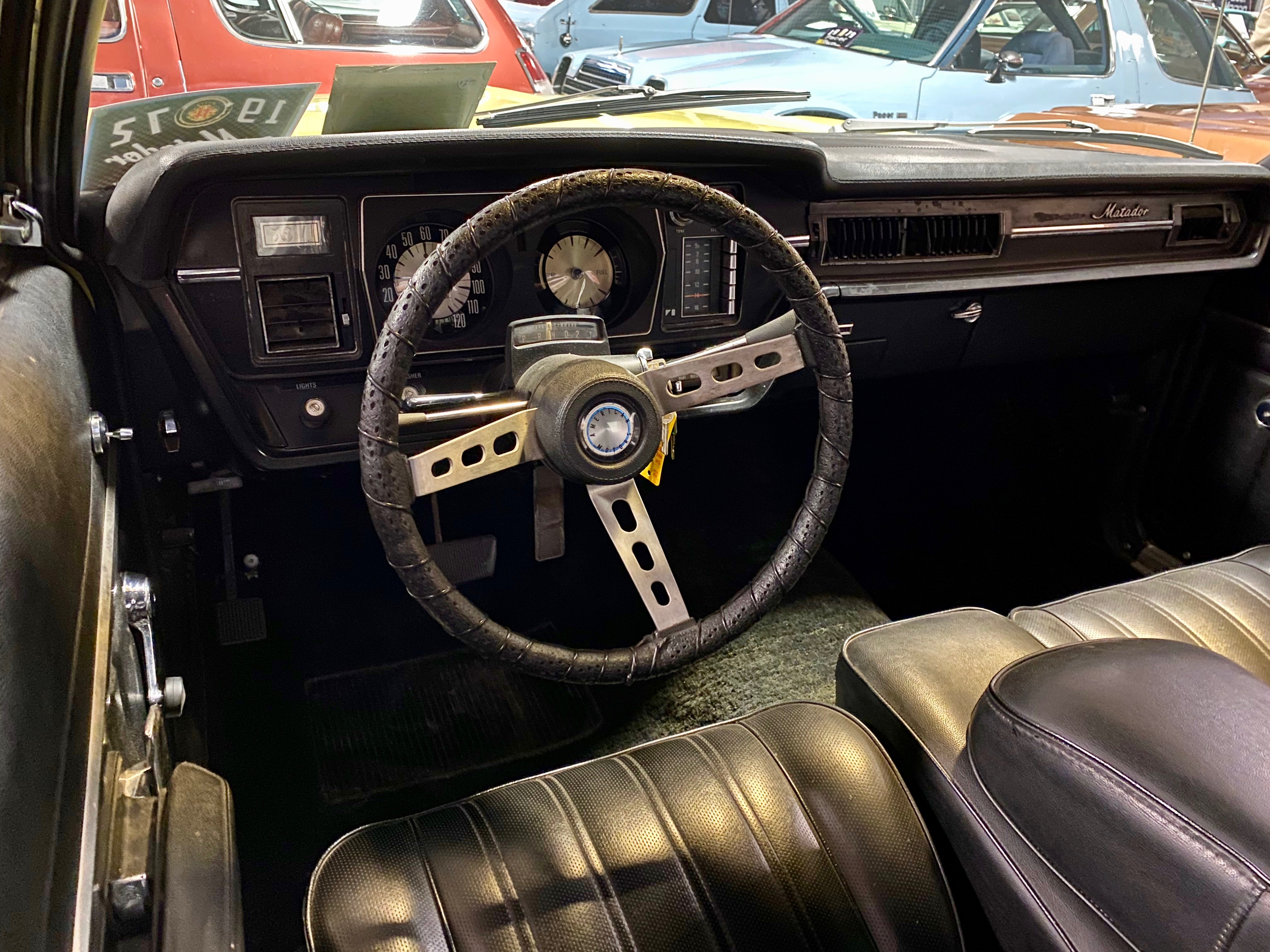
Interior de un Matador de 1972

El Matador de 1972 se posicionó como un "automóvil familiar" y continuó con pocos cambios en las configuraciones de sedán, techo rígido de dos puertas y como un familiar con dos o tres filas de asientos. El motor I6 de 232 plg³ (3,8 L) era estándar en los sedanes y el hardtop, mientras que el familiar incluía el motor I6 de 258 plg³ (4,2 L) como estándar. Una transmisión manual de tres velocidades con la palanca en la columna del volante era estándar con los motores I6. Estaba disponible un total de cinco versiones diferentes de motores V8 con distintas potencia: 150 HP (112 kW; 152 CV), 175 HP (130 kW; 177 CV), 195 HP (145 kW; 198 CV), 220 HP (164 kW; 223 CV) y 255 HP (190 kW; 259 CV). Todos eran opcionales y estaban disponibles solo con una transmisión automática montada en la columna del volante. La anterior transmisión automática de tres velocidades "Shift-Command" de Borg-Warner fue reemplazada por una transmisión TorqueFlite automática de tres velocidades construida por Chrysler, que AMC comercializó como "Torque-Command". La transmisión manual opcional de cuatro velocidades dejó de fabricarse. Todos los motores se diseñaron para usar gasolina sin plomo y de bajo octanaje y presentaban nuevos balancines y cojinetes para un funcionamiento silencioso del tren de válvulas.
En el año de los modelos de 1972 se introdujo el innovador "Plan de protección del comprador" de AMC para abordar las crecientes demandas de los consumidores, que fue la primera garantía por 12 000 millas (19 312 km) o 12 meses de parachoques a parachoques de la industria automotriz. American Motors comenzó haciendo énfasis en la calidad y la durabilidad, centrándose en el abastecimiento de sus componentes, racionalizando su producción mediante la reducción de la cantidad de modelos, incluyendo actualizaciones mecánicas y aumentando el nivel del equipo estándar. Esto fue seguido por una innovadora promesa a sus clientes de reparar cualquier problema en el automóvil (excepto las llantas). A los propietarios se les proporcionó un número de teléfono gratuito para contactar con la empresa, así como un automóvil sin costo si la reparación de la garantía se demoraba durante la noche. El objetivo era reducir las reclamaciones de garantía, así como lograr unas mejores relaciones públicas, junto con una mayor satisfacción y lealtad del cliente. Esta cobertura "revolucionaria" fue evaluada como exitosa por los concesionarios de AMC para atraer compradores a las salas de exposiciones, y disponer de una herramienta de ventas que otras marcas no ofrecían. Por otro lado, el interés por la calidad de los automóviles generó como resultado una mayor satisfacción de sus propietarios.
Externamente, los modelos de 1972 eran iguales a las versiones de 1971, conservando la misma parte delantera, pero ahora con un diseño de parrilla simplificado. La tira cromada de la tapa del maletero y la esquina trasera cromada que se encontraban en los Rebel de 1970 y en los Matador de 1971 se eliminaron. El modelo de 1972 recibió un nuevo conjunto de lentes de luz trasera con cada conjunto dividido en nueve rectángulos verticales empotrados. En cuanto al interior, el modelo de 1972 vio el regreso de los diales de instrumentos redondos de los modelos Ambassador y Rebel de 1967 anteriores. El volante era el mismo que el de los modelos Rebel de 1970 y Matador de 1971. Lo nuevo para el modelo de 1972 fueron los reposabrazos más delgados para las puertas y un asiento sin los reposabrazos centrales plegables. Los asientos delanteros reclinables individuales eran una opción para todos los estilos de carrocería con asientos envolventes y apoyabrazos central disponibles en los hardtop.
La producción de los Matador de 1972 incluyó 36.899 sedanes, 10.448 familiares y 7.306 unidades de techo rígido sin pilares intermedios.

### 1973
Los estilos de carrocería hardtop, sedán y familiar del Matador vinieron con un mismo nivel de equipamiento base para 1973, con numerosas opciones de apariencia y comodidad. El año trajo nuevas regulaciones de la NHTSA que requerían que todos los automóviles de pasajeros soportaran impactos delanteros a 5 millas por hora (8 km/h) y traseros a 2,5 millas por hora (4 km/h) sin dañar el motor, las luces y el equipo de seguridad. En consecuencia, los Matador recibieron unos parachoques delanteros y traseros más fuertes. El parachoques delantero incluía amortiguadores telescópicos de recuperación automática y protectores de goma verticales más prominentes, mientras que el parachoques trasero ganó protectores de goma negros verticales que reemplazaron un par de elementos cromados similares anteriormente opcionales. Aparte de los cambios en los parachoques, el diseño del modelo de 1973 era idéntico al modelo de 1972, excepto por los nuevos conjuntos de lentes de luces traseras y un patrón de parrilla ligeramente diferente. El tablero y el grupo de instrumentos del modelo de 1972 se repitieron en el modelo de 1973, aunque la almohadilla de la bocina del volante ya no incluía el emblema de una "diana" que había estado en uso desde el último año de los modelos Rebel. El asiento de banco de ancho completo era estándar, con asientos ajustables individualmente 50/50, siendo los asientos reclinables opcionales en todos los estilos de carrocería. Los familiares venían con tapicería de vinilo estilo "Uganda", mientras que los hardtop de dos puertas ofrecían asientos delanteros individuales opcionales.
Todos los Matador con motor V8 venían con una transmisión automática TorqueFlite 998 y una palanca de cambios montada en la columna del volante. El carburador Autolite 2100 fue reemplazado por el carburador Motorcraft 2150 modificado en los motores V8. El I6 de 232 plg³ (3,8 L) era el motor base con una transmisión manual de tres velocidades montada en la columna del volante, con una versión I6 opcional un poco mayor de 258 plg³ (4,2 L), con el que solo se podía pedir el familiar con transmisión manual porque casi todos los Matador con motor de seis cilindros venían con la transmisión TorqueFlite 904 automática.
Los esfuerzos de promoción y publicidad del Matador incluyeron patrocinio en eventos de carreras de la NASCAR. Mark Donohue condujo un hardtop de dos puertas preparado por Roger Penske en el autódromo de Riverside, California, para ganar esta carrera de la Copa NASCAR el 21 de enero de 1973. Esta fue también la primera victoria de Penske en la NASCAR (concretamente, en la Winston Western 500), con el Matador de Donohue liderando 138 de las 191 vueltas.
Una comparación de los propietarios de un Matador de 1973 realizada por "Popular Mechanics" indicó una mayor satisfacción y menos problemas que en el caso de los propietarios del AMC Rebel de 1970 (esencialmente similar) de tres años antes.
El segmento de mercado de automóviles de tamaño intermedio estaba creciendo para casi alcanzar el 20% del mercado total en 1973, pero el hardtop era la versión de venta más lenta en la línea Matador, "en un segmento donde los coches de techo rígido de dos puertas eran habitualmente los más populares (y modelos rentables)". Automobile Quarterly revisó los coches de 1973 y resumió que "AMC en realidad tiene una línea de productos muy fuerte, pero la conciencia pública de esta fortaleza parece tan débil que es insignificante. ... El Matador se convirtió en un típico producto intermedio, un equivalente exacto del Satellite/Coronet o del Torino/Montego", y clasificó el coche de AMC como una "buena compra".

## Segunda generación
American Motors se enfrentaba a muchos desafíos en un mercado dinámico. La estrategia de rediseñar el Matador para el modelo del año 1974 fue un ejemplo de los cambios que Gerald C. Meyers, vicepresidente de desarrollo de productos, deseaba para la gama de productos medianos de AMC. Los coches de tamaño intermedio fueron los más vendidos en los EE. UU. y las versiones hardtop o cupé de dos puertas fueron las más populares entre los consumidores. Debido a que el diseño era su mayor argumento de venta, se tomó la decisión de desarrollar una nueva versión del Matador como un cupé, dando así a los diseñadores la libertad de diseñar "de manera desenfadada, como se podría hacer que se viera la chapa metálica" y eliminando los límites de la fabricación de sedanes y familiares con las mismas líneas.
Los resultados se introdujeron con el Matador del año modelo de 1974. Los sedán de cuatro puertas y los familiares presentaron cambios importantes en la parte delantera. Se revisó la parte trasera de los sedanes de cuatro puertas, pero por el contrario, el modelo de dos puertas se convirtió en un cupé de estilo radical separado y con pilares intermedios. Todos los modelos incluyeron nuevos interiores y colores de pintura. El diseño hardtop anterior se suspendió y el nuevo cupé de dos puertas ya no compartía ninguna parte de la carrocería con el sedán o el familiar. La línea del techo del cupé era significativamente más baja y su distancia entre ejes era 4 pulgadas (102 mm) más corta en comparación con los Matador de cuatro puertas. Estos son considerados como la "segunda generación" del modelo.

### 1974

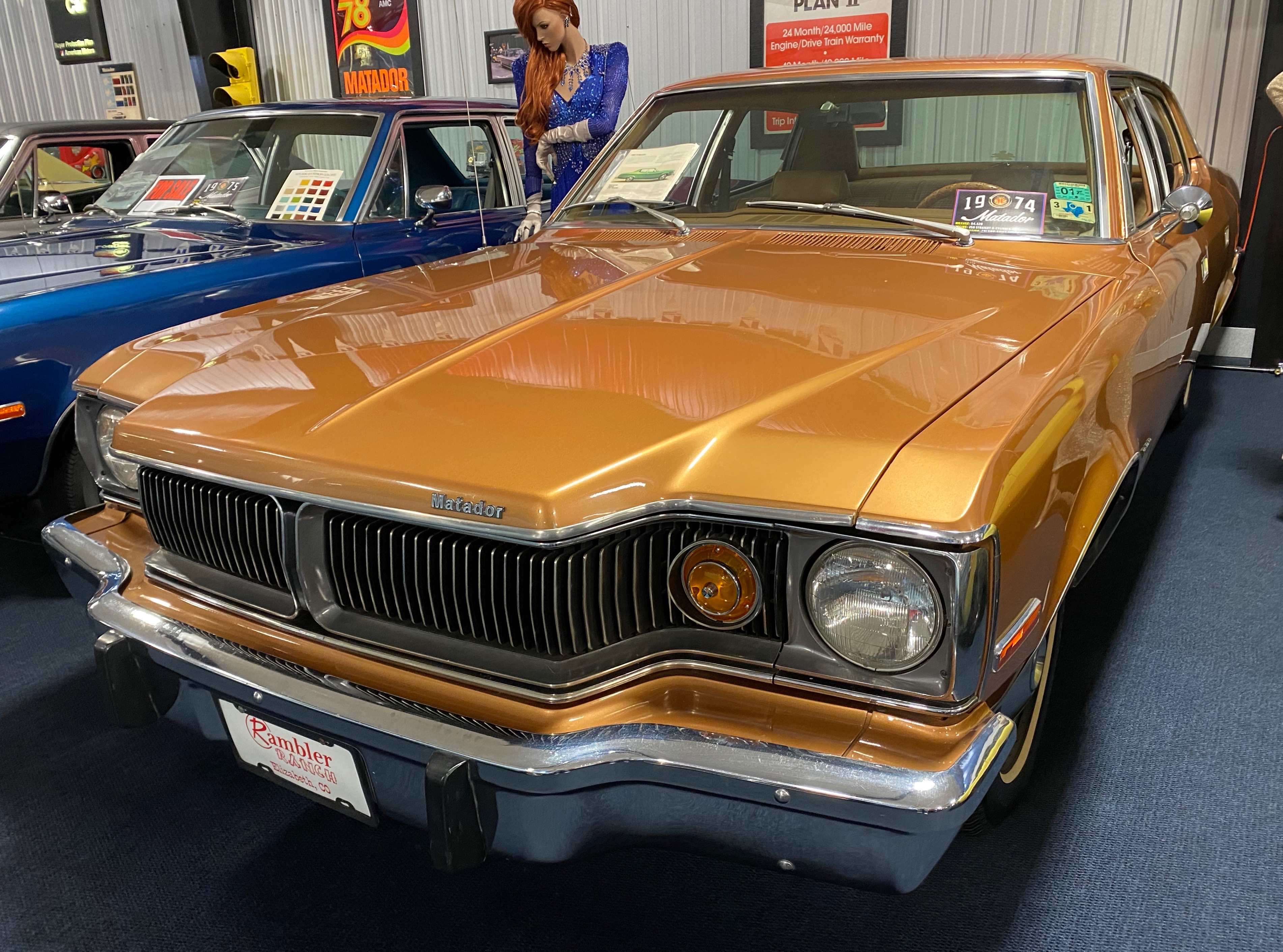
Matador sedán de 1974

Los nuevos requisitos para los automóviles de pasajeros establecidos por la NHTSA requerían que las defensas delanteras y traseras de los automóviles de pasajeros tuvieran alturas uniformes, soportaran impactos angulares y soportaran impactos a 5 millas por hora (8 km/h) sin sufrir daños. Todos los Matador de 1974 lograron cumplir estos criterios introduciendo enormes defensas delanteras y traseras montadas sobre amortiguadores para absorber la energía de los choques. Los sedanes y los familiares los tenían integrados con la carrocería, utilizando paneles de relleno flexibles que ocultanban compartimientos huecos.
Los sedanes y familiares de cuatro puertas habían aumentado la longitud total del vehículo, así como habían recibido un nuevo estilo delantero y trasero. Una nueva fascia delantera con capó y rejilla presentaba una protuberancia central prominente que seguía la forma del parachoques delantero. Los Matador con esta parte delantera a veces reciben el sobrenombre de "narices de ataúd". La parte trasera del sedán se rediseñó y la placa de matrícula se reubicó en el centro del panel trasero con nuevas luces traseras rectangulares más anchas. El familiar tenía luces traseras rediseñadas y un parachoques más fuerte, con un revestimiento central de goma.
El interior de todos los estilos de carrocería presentaba un tablero nuevo por completo, totalmente acolchado y con forma de seguridad con tres compartimentos cuadrados para alojar los instrumentos frente al conductor (testigos de aviso, aforador de combustible y temperatura del agua a la izquierda, velocímetro hasta 120 mph (193,1 km/h) en el centro y un reloj eléctrico o indicador de economía de combustible a la derecha), así como un nuevo diseño de sistema de radio/sonido horizontal en el centro del tablero. La tradicional bocina del volante en uso desde el Rebel de 1970 fue reemplazada por una "barra de bocina de tacto suave" rectangular.
Los sedán y familiares de segunda generación continuaron durante todos los años del modelo con solo cambios menores en equipamiento y accesorios.
Los sedán y familiares del modelo base venían con el motor I6 de 258 plg³ (4,2 L) y la transmisión automática Torque-Command de 3 velocidades. El motor AMC V8 de 304 plg³ (5 L) era opcional. El motor V8 de 360 plg³ (5,9 L) con carburador de dos o de cuatro cuerpos también era opcional, así como un V8 de 401 plg³ (6,6 L) con escapes dobles. Este último V8 se convirtió en una opción exclusiva para flotas después de 1974.
Una prueba en carretera realizada por el periodista automovilístico Vincent Courtenay del Matador familiar de 1974 "elogió su rendimiento, manejo y economía de combustible teniendo en cuenta su tamaño y motor 360 CID". Lo describió como "un verdadero bello durmiente en el mercado. Su rendimiento lo ubica en la primera línea de coches, y sin embargo tiene un precio razonable".

### 1975

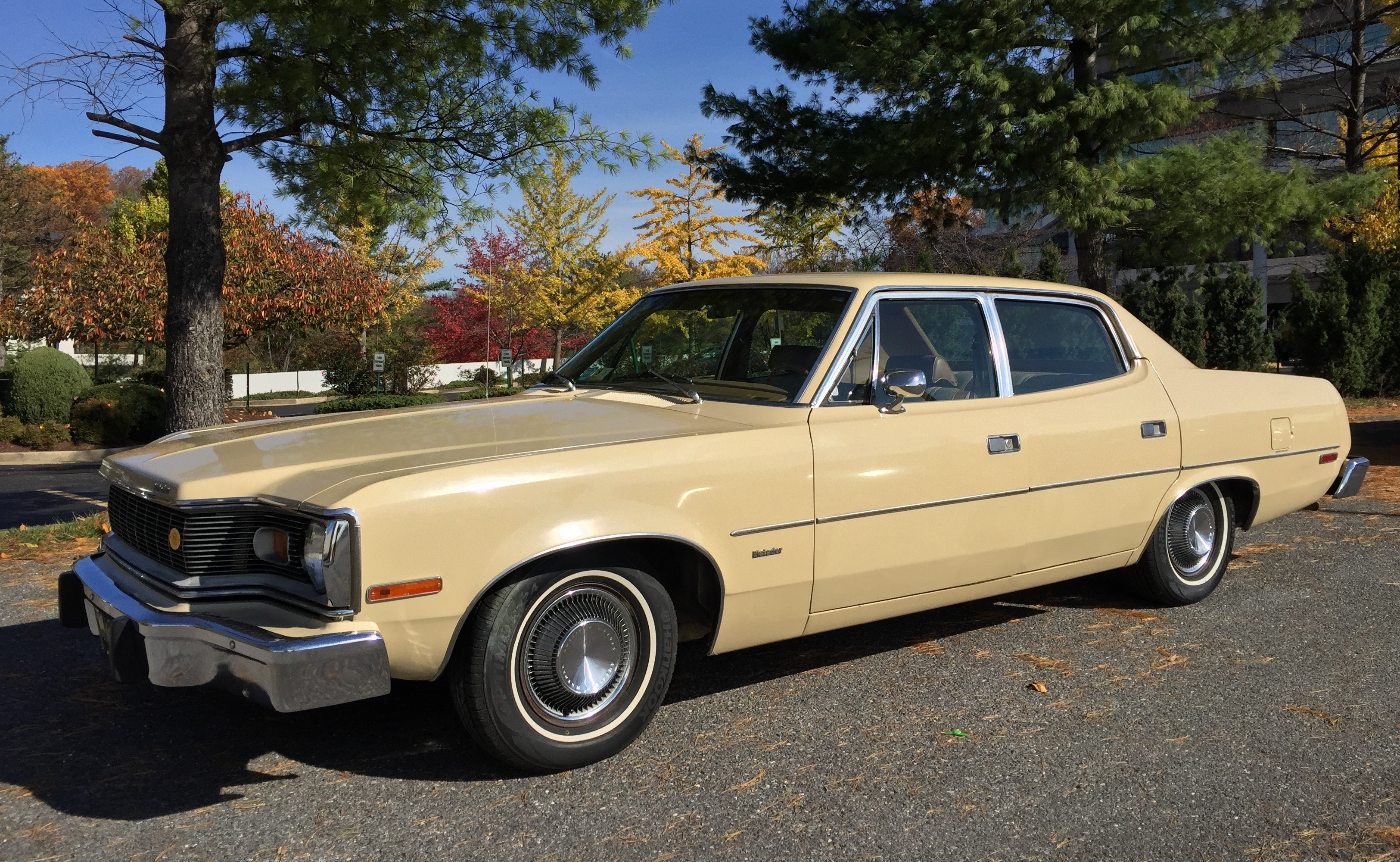
Matador sedán de 1975 de color Fawn Beige

Los cambios para el año modelo 1975 fueron menores, ya que AMC se centró en el desarrollo y la introducción de su innovador Pacer, pero el Matador ahora incluía un encendido del motor estándar "sin mantenimiento" desarrollado por Prestolite. Todos los Matador del mercado estadounidense utilizaban un convertidor catalítico que requería el uso de combustible de grado regular sin plomo. Se colocaron nuevas calcomanías de "solo combustible sin plomo" junto a la puerta de llenado de combustible y en el aforador de combustible. Los neumáticos radiales con refuerzos de acero se convirtieron en equipo estándar en todos los Matador.
El motor de seis cilindros ahora se convirtió en la versión de 258 plg³ (4,2 L) y no estaba disponible en California. El V8 estándar tenía una cilindrada de 304 plg³ (5 L), siendo opcional el modelo de 360 plg³ (5,9 L), ya que la versión de 401 plg³ (6,6 L) estaba disponible solo para pedidos de la policía y para vehículos de flota. A partir de 1975, los motores V8 360 y 401 se equiparon con el carburador Autolite 4350 de 4 cuerpos mejorado. En California solo estaban disponibles los Matador con motor V8.
Los exteriores del sedán y el familiar se actualizaron con una nueva parrilla de ancho completo con luces de estacionamiento cuadradas en la parte delantera y un nuevo conjunto de lentes de luces traseras. Una opción de acabado "Brougham" de nivel superior estuvo disponible tanto para el sedán como para el familiar a partir de 1975. No hubo más cambios de estilo en la carrocería de ambos durante el resto de la producción.
Una vista previa de los modelos Matador de 1975 por parte de los editores de "Consumer Guide" fue bastante elogiosa, especialmente del sedán y del familiar.

### 1976

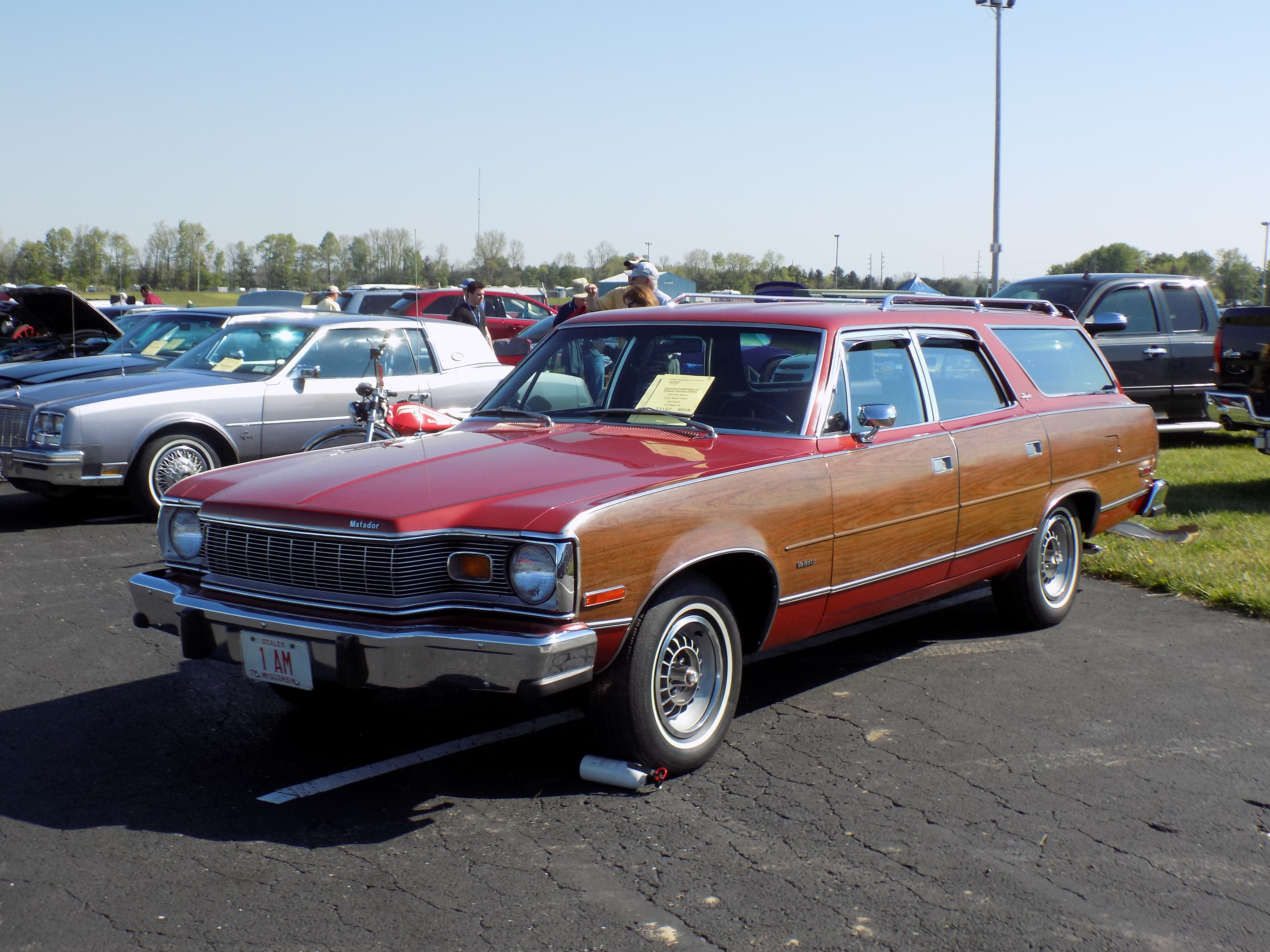
AMC Matador familiar de 1976 con moldura de madera simulada opcional

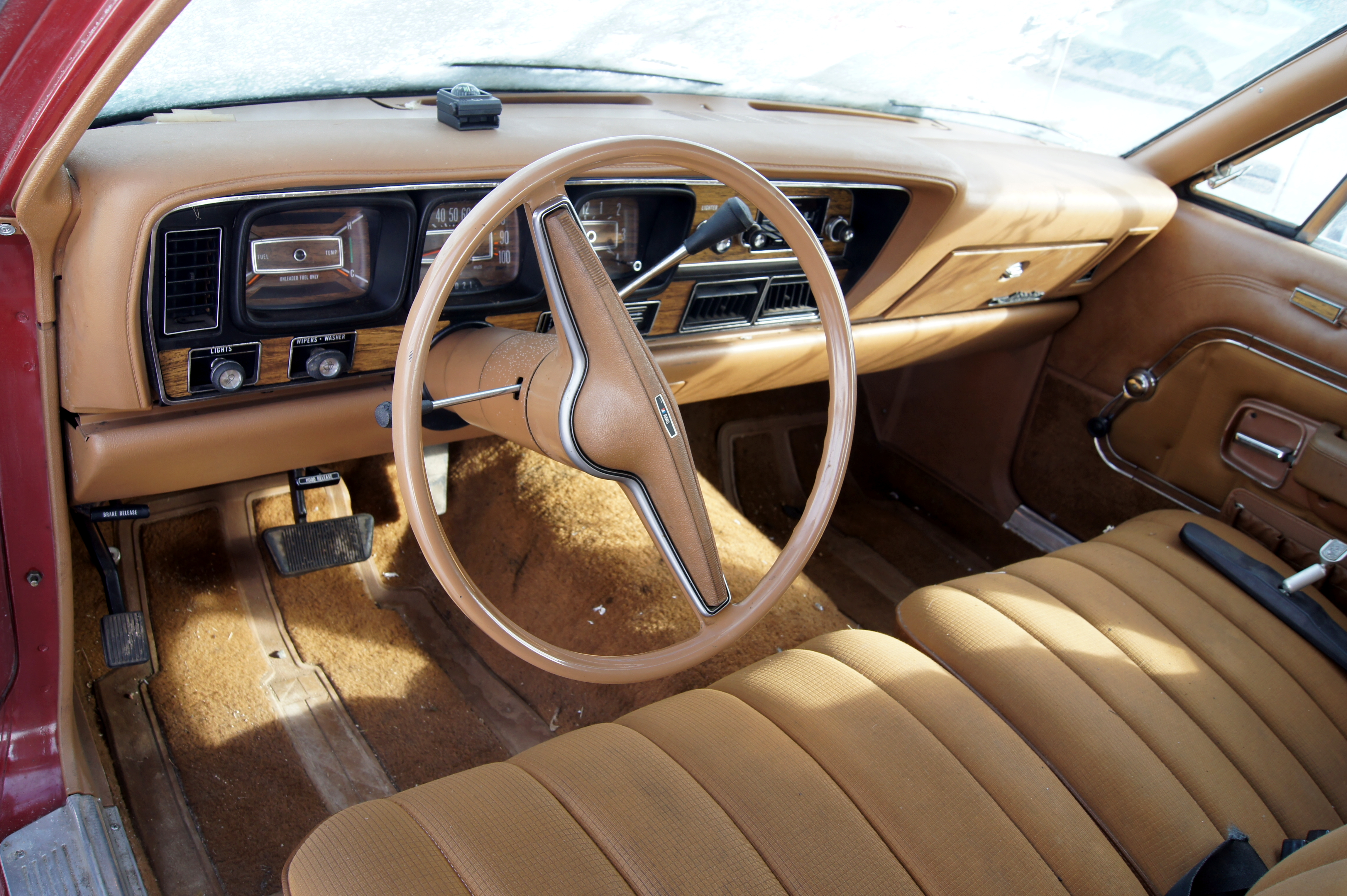
Interior de un Matador de segunda generación (1976) con tablero acolchado de seguridad

Para 1976, el motor de seis cilindros y 258 plg³ (4,2 L) siguió siendo el propulsor base, junto con los V8 de 304 plg³ (5 L) y 360 plg³ (5,9 L) con carburador de 2 cuerpos como opciones.
Un V8 360 plg³ (5,9 L) como "Opción de alto rendimiento" con carburador de 4 cuerpos y escape doble con convertidores catalíticos gemelos estuvo disponible hasta 1976. La relación del eje trasero con un desarrollo de 2,87 era estándar con 3,15 y 3,54 opcionales. Una transmisión automática con la palanca de cambio en el piso estaba disponible en cupés equipados con asientos envolventes y una consola.
La opción de acabado "Brougham" continuó tanto para sedanes como para familiares en 1976.

### 1977

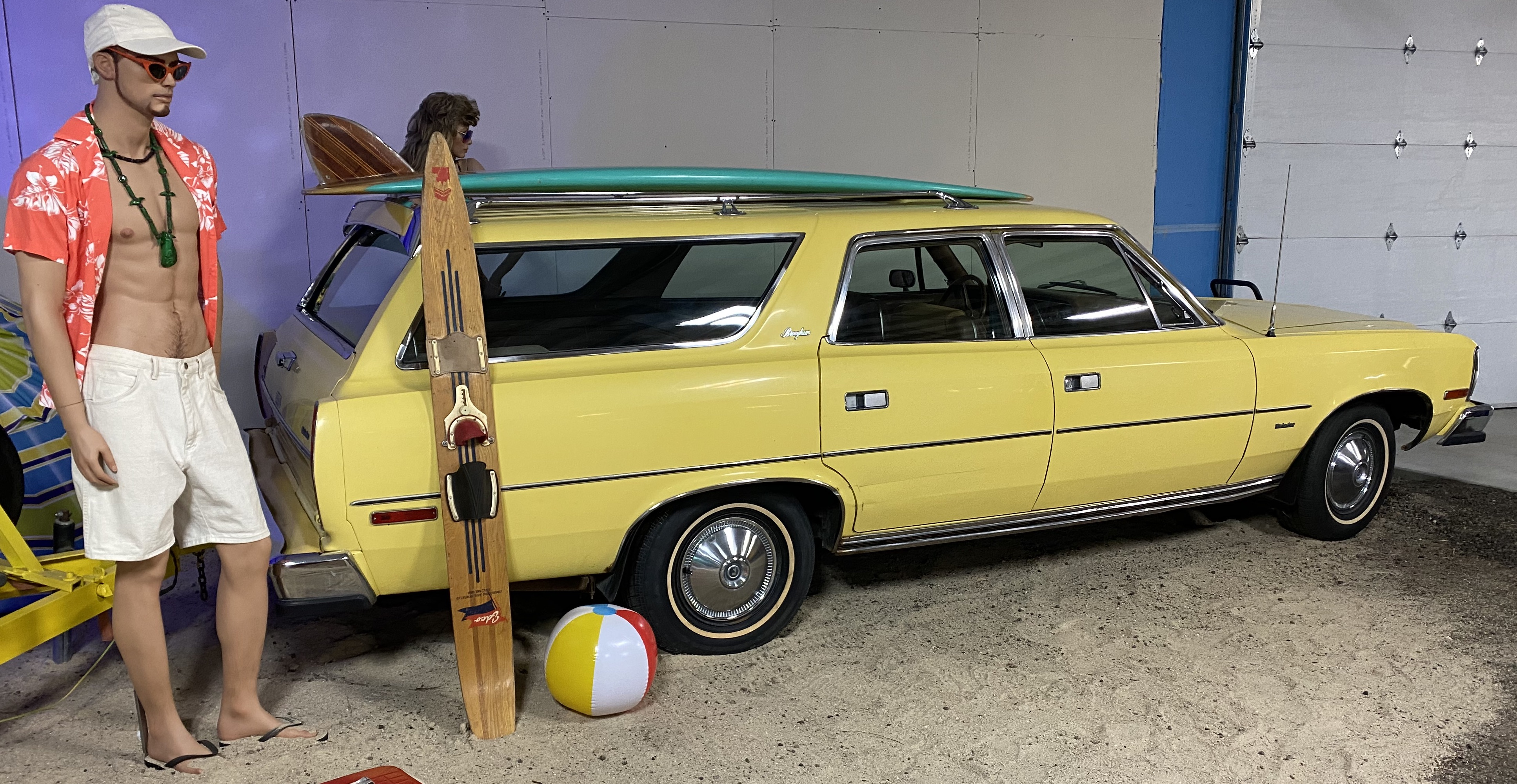
Matador familiar

Todos los Matador de 1977 incluían equipamiento mejorado de comodidad, equipamiento y conveniencia como estándares de fábrica. Entre ellos se encontraban la transmisión automática, la dirección asistida, los frenos de disco eléctricos, las cubiertas completas de las ruedas y los asientos delanteros reclinables y ajustables individualmente. Los interiores estándar estaban totalmente coordinados con telas estampadas de colores a cuadros o tapicería de vinilo completa. Las alfombras de felpa también estaban tapizando el área de carga de los familiares, que disponían de tiras cromadas sobre el suelo para facilitar la carga de artículos.
Para 1977, AMC introdujo el Plan de protección del comprador II, que extendió la garantía del motor y de la transmisión de 12 meses/12.000 millas a 24 meses/24.000 millas.
Los motores base continuaron siendo el I6 de 258 plg³ (4,2 L) y el V8 de 304 plg³ (5 L), con el V8 de 360 plg³ (5,9 L) opcional. El "Power Package" 360 de alto rendimiento se eliminó en 1977.
Los fabricantes de automóviles estadounidenses habían comenzado a reducir el tamaño de sus modelos en respuesta a las demandas cambiantes del mercado, pero AMC continuó con su diseño de carrocería, con el resultado de que el Matador de seis cilindros ahora pesaba 168 lb (76 kg) más, además de tener menos espacio interior que un nuevo modelo Pontiac con motor de seis cilindros de tamaño grande.

### 1978
Todos los sedanes y familiares Matador venían con el nivel de equipamiento Brougham, pero sin ninguna identificación exterior. La opción "Barcelona" que antes era exclusiva del Matador Cupé se extendió al sedán de cuatro puertas. Este paquete de equipamiento especial incluía tapicería de terciopelo en los asientos delanteros reclinables individualmente, techo de vinilo y combinación de colores tanto en el interior como en el exterior. El sedán "Barcelona" se presentó en una selección de dos esquemas de color de dos tonos: Golden Ginger Metallic sobre Sand Tan con un interior color canela, o Autumn Red metalizado sobre Claret metalizado con un interior también Claret. Las características adicionales incluyeron franjas decorativas tejidas en los asientos, así como en los paneles de las puertas personalizados, un revestimiento del techo único, alfombras de 24 oz (0,7 kg), espejos retrovisores ajustables de forma remota de dos colores combinados, ruedas de carretera estilo ranura de 15 pulgadas del mismo color que los dos colores exteriores, neumáticos de banda blanca GR78x15 y alfombra negra en el baúl.
Para 1978, el motor I6 de 258 plg³ (4,2 L) siguió siendo el estándar en el sedán y el cupé, con el motor de 360 plg³ (5,9 L) como el único V8 disponible. Todos los familiares incluían de serie el motor V8 de 360 plg³ (5,9 L). La potencia de salida se incrementó con el I6, ahora tasado en 120 HP (89 kW; 122 CV) y el V8 volvió a 140 HP (104 kW; 142 CV) como durante 1975 y 1976. El par del V8 se incrementó a 278 lb·pie (376,9 N·m) a 2000 rpm (desde 245 lb·pie (332,2 N·m) a 1600 rpm en 1977).
El Plan de protección del comprador de AMC para 1978 volvió a la cobertura de 12 meses o 12 000 millas (19 312 km) en toda la gama de AMC.
En 1978, las ventas del Matador cayeron en dos tercios y AMC procedió a abandonar la línea al final del año modelo.

### Matador Cupé

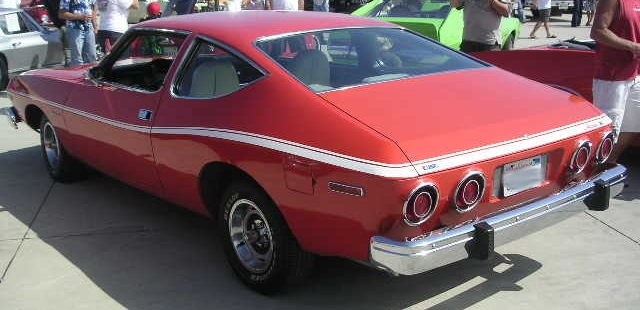
AMC Matador X Coupe de 1974

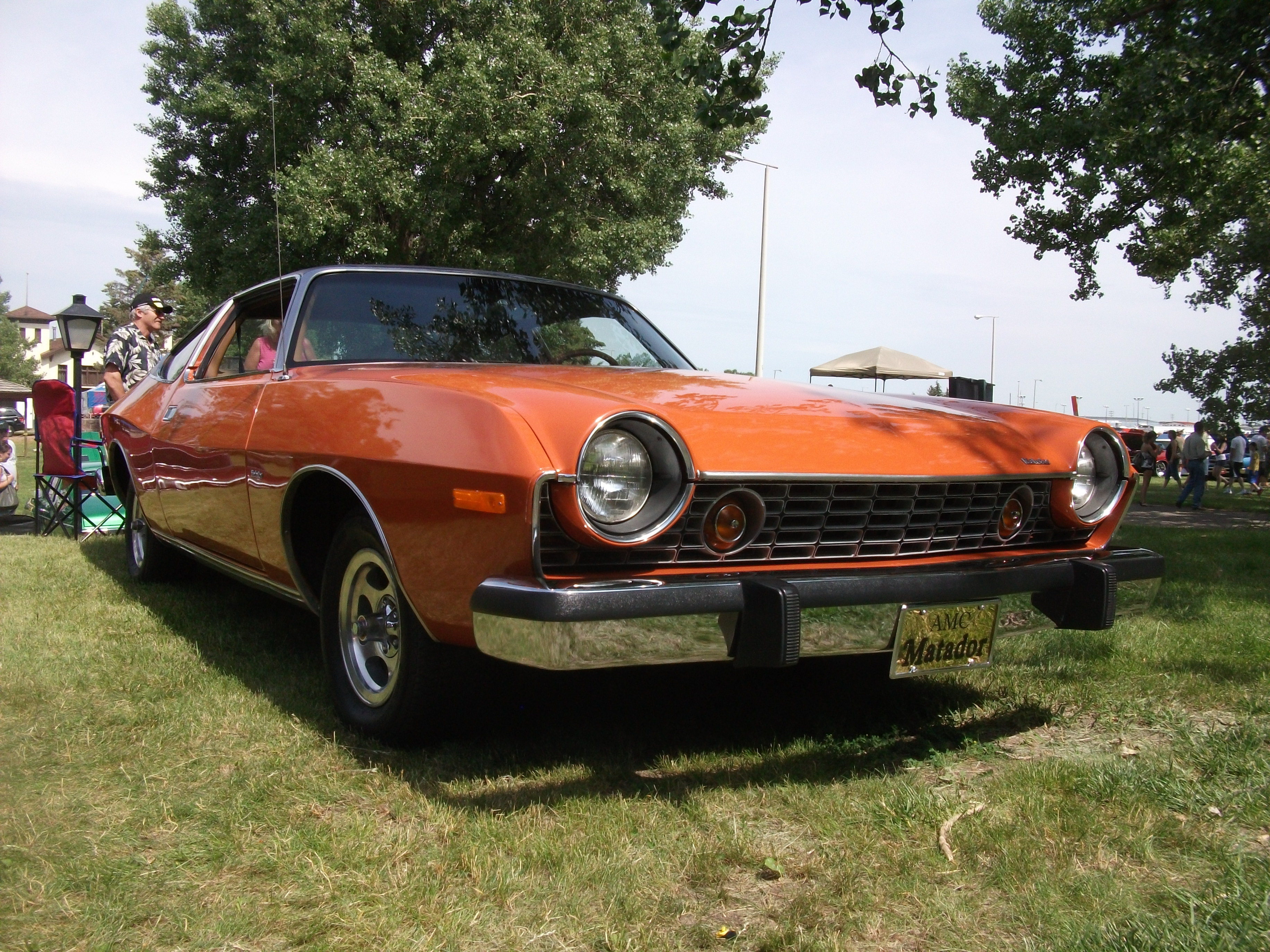
Matador cupé de 1975

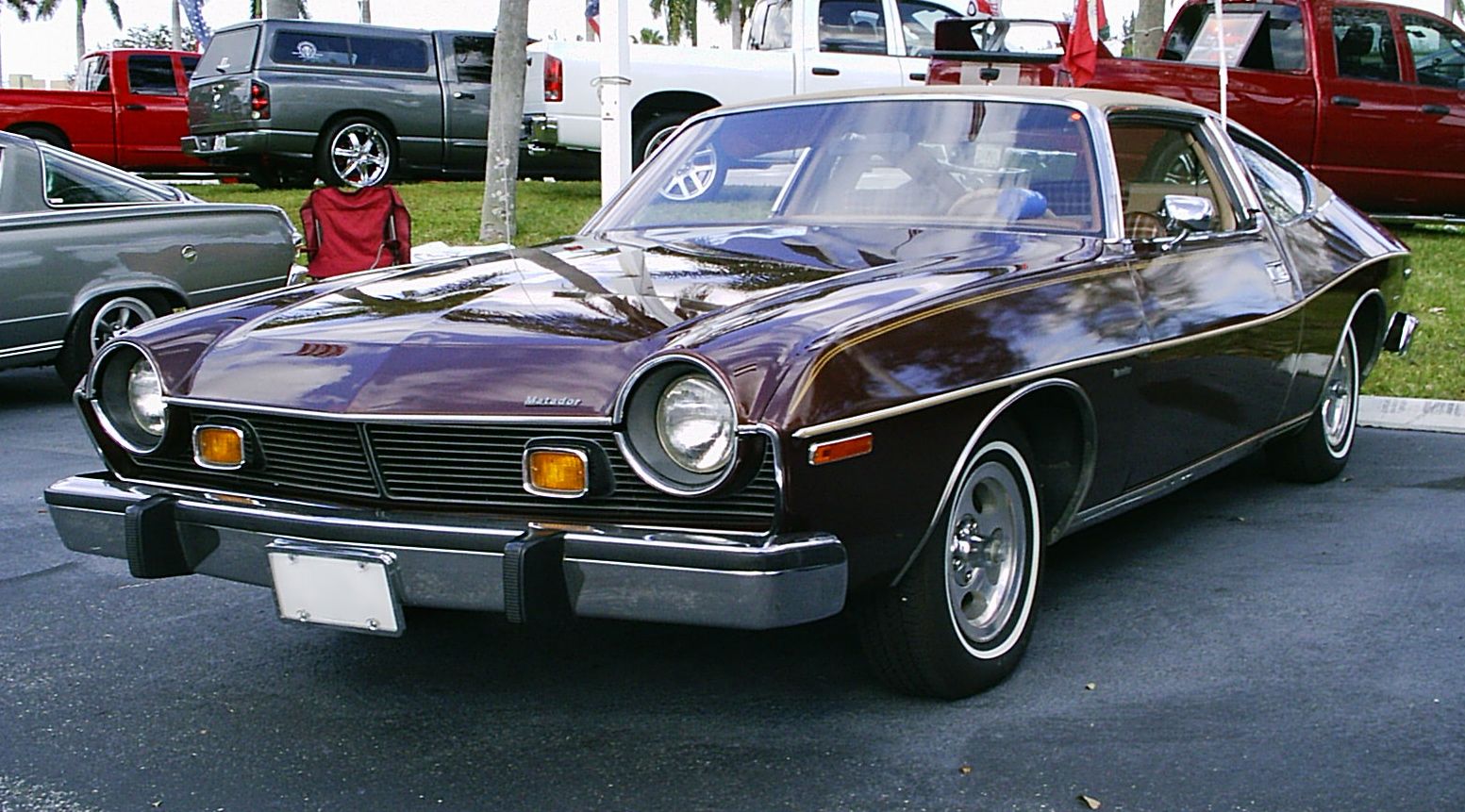
AMC Matador Cupé de 1976, Edición Brougham con acabado en Cacao Metalizado Oscuro (código de pintura: H4) con cubierta de techo de vinilo opcional

Los ejecutivos de American Motors vieron la oportunidad de reemplazar el Matador hardtop de dos puertas "sin inspiración" por un nuevo diseño para atraer a las personas que buscaban un estilo deportivo y emocionante en un segmento de mercado que estaba superando al resto del mercado automotriz; y también buscaban responder a la demanda de lujosos cupés de tamaño mediano después del final de la época de los muscle cars.
Para el año modelo de 1974 se introdujo un cupé fastback de estilo aerodinámico con unos faros "tunelizados" de bordes pronunciados. El cupé Matador fue el único modelo completamente nuevo en el popular segmento de los automóviles medianos, dirigido específicamente al Chevrolet Chevelle Cupé, al Ford Torino Cupé y al Plymouth Satellite Sebring. El cupé fue diseñado bajo la dirección del vicepresidente de estilo de AMC, Dick Teague, con aportaciones de Mark Donohue, el famoso piloto de carreras. El departamento de estilo de AMC tuvo mayor libertad debido a la decisión de diseñar el nuevo Matador estrictamente como un cupé, sin las limitaciones de intentar que las versiones sedán y familiar se ajustaran a las mismas líneas de carrocería. Según se informa, Teague diseñó el frente del cupé como un homenaje a uno de los primeros AMC que diseñó, el Rambler American de 1964. Este fue uno de varios elementos distintivos, ya que el capó largo e inclinado se destacaba con los faros delanteros profundamente acanalados entre una parrilla ancha con luces direccionales que se asemejaban a las luces de profundidad. El borde delantero del capó formaba parte de una línea de pliegue característica que rodeaba completamente la mitad del automóvil y continuaba por la parte trasera. Las puertas del cupé eran extra largas y presentaban vidrios sin marco. El pilar B también era distintivo y las ventanas laterales se inclinaban con la línea del techo. La combinación de un capó muy largo y bajo y una cubierta trasera alta y corta mejoraba el aspecto aerodinámico del cupé, que presentaba un diseño totalmente único que evitaba el aspecto macizo y de bloque de otros modelos. La carrocería fluía debajo de la amplia parrilla del cupé con faros delanteros tunelizados hacia la parte trasera, con un diseño ininterrumpido que incluía las cuatro luces traseras redondas y un área de matrícula dentada, mientras que los parachoques con fuelles de goma que ocultaban los amortiguadores retráctiles eran independientes.
El motor estándar para el cupé de 1974 era el AMC de seis cilindros en línea y 232 plg³ (3,8 L), con una transmisión manual de 3 velocidades. En el Matador X el motor estándar era el V8 de 304 plg³ (5 L). Una transmisión automática con el cambio en el piso estaba disponible solo en el cupé con consola central y asientos delanteros individuales.
Muchos se sorprendieron de que a AMC se le ocurriera el rápido y elegante Matador, teniendo en cuenta el tamaño y los recursos limitados del fabricante de automóviles. El cupé Matador se destacó como uno de los diseños más distintivos y controvertidos de la década de 1970 después del AMC Pacer, y fue nombrado "Auto con mejor estilo de 1974" por los editores de la revista Car and Driver. Una encuesta de "Popular Mechanics" indicó que "el atractivo aspecto del cupé Matador sorprendió a la mayoría de los propietarios" con un "me gusta específico" indicado por el 63,7% gracias al "estilo" del vehículo.
Las ventas del cupé fueron dinámicas con 62.629 unidadas entregadas en su año introductorio (agosto de 1973 a diciembre de 1974, año largo), muy por encima de los 7.067 Matador hardtop vendidos en 1973. Este es un récord respetable, que iba en contra de la caída en el mercado general durante 1974 y frente a la disminución de la popularidad de los cupés de tamaño intermedio después de la crisis del petróleo de 1973.
El cupé de 1974 también fue un hito para American Motors, al ser el automóvil número seis millones construido por AMC desde su formación a partir de la fusión de Nash y Hudson en 1954.
El cupé introdujo una nueva parrilla para el año modelo de 1976. Dos paneles rectangulares con barras de rejilla horizontales se unían en el centro y las luces de estacionamiento y de giro rectangulares reemplazaron a las redondas anteriores.
Después de que el cupé vendiera más que los Matador de cuatro puertas por una diferencia de casi 25.000 unidades en 1974, las ventas cayeron a menos de 10.000 en 1977 y luego a solo 2.006 en el último año del cupé. Casi 100.000 cupés Matador se produjeron en total desde 1974 hasta 1978.
Los ejecutivos de American Motors, incluido el vicepresidente de diseño Dick Teague, describieron los planes de diseño para un sedán y un familiar de cuatro puertas basados en los temas de estilo del cupé, pero que no llegaron a las líneas de producción.

### Oleg Cassini

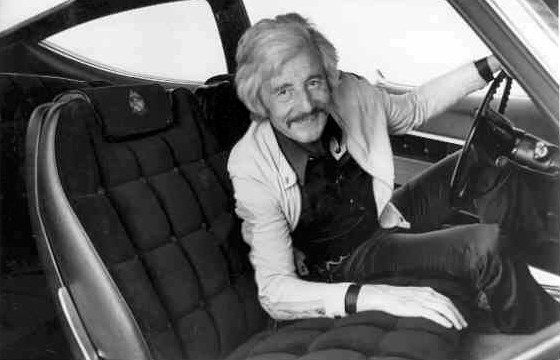
El diseñador Oleg Cassini mostrando el acabado interior que diseñó

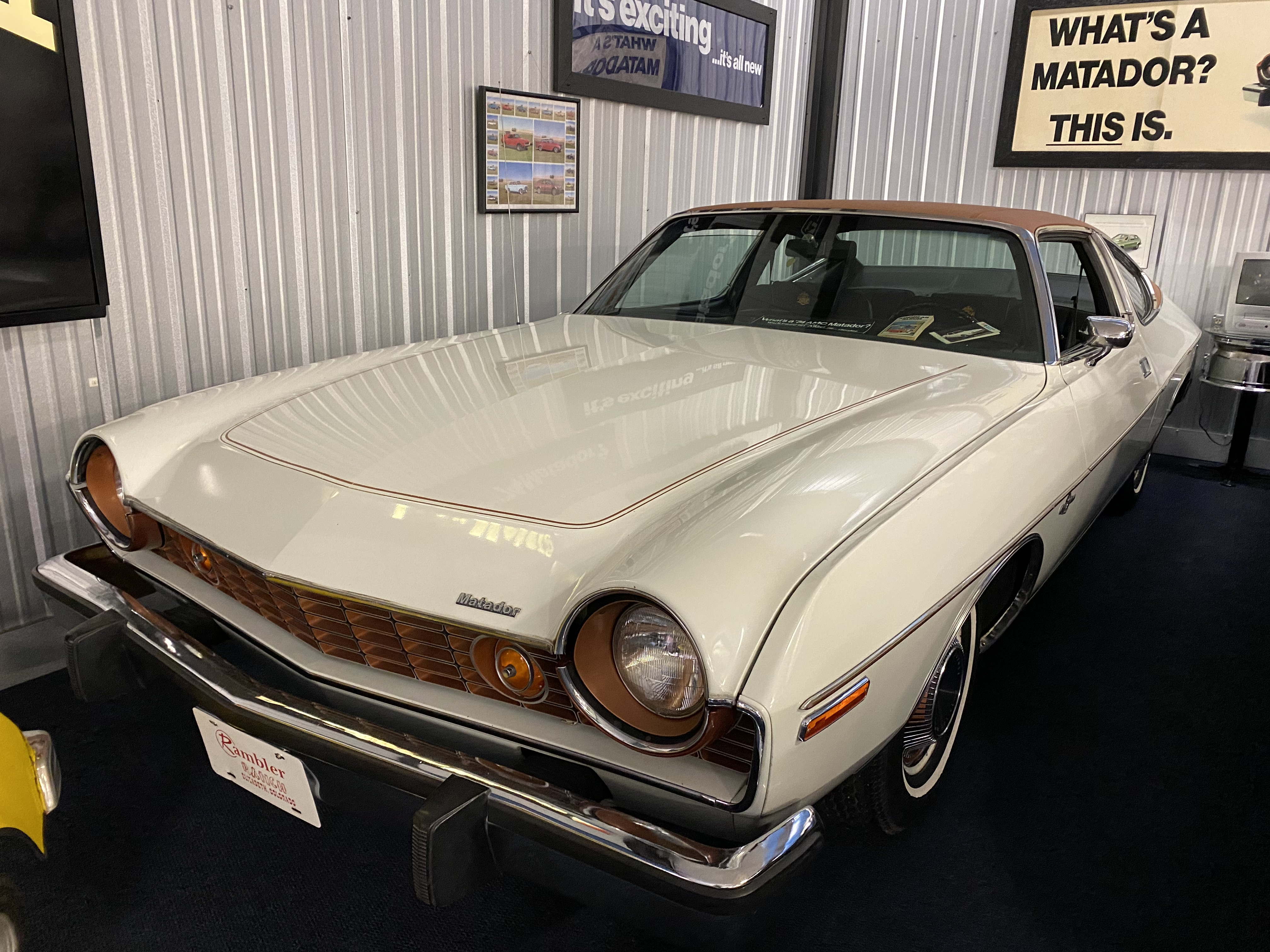
Matador Oleg Cassini cupé de 1974

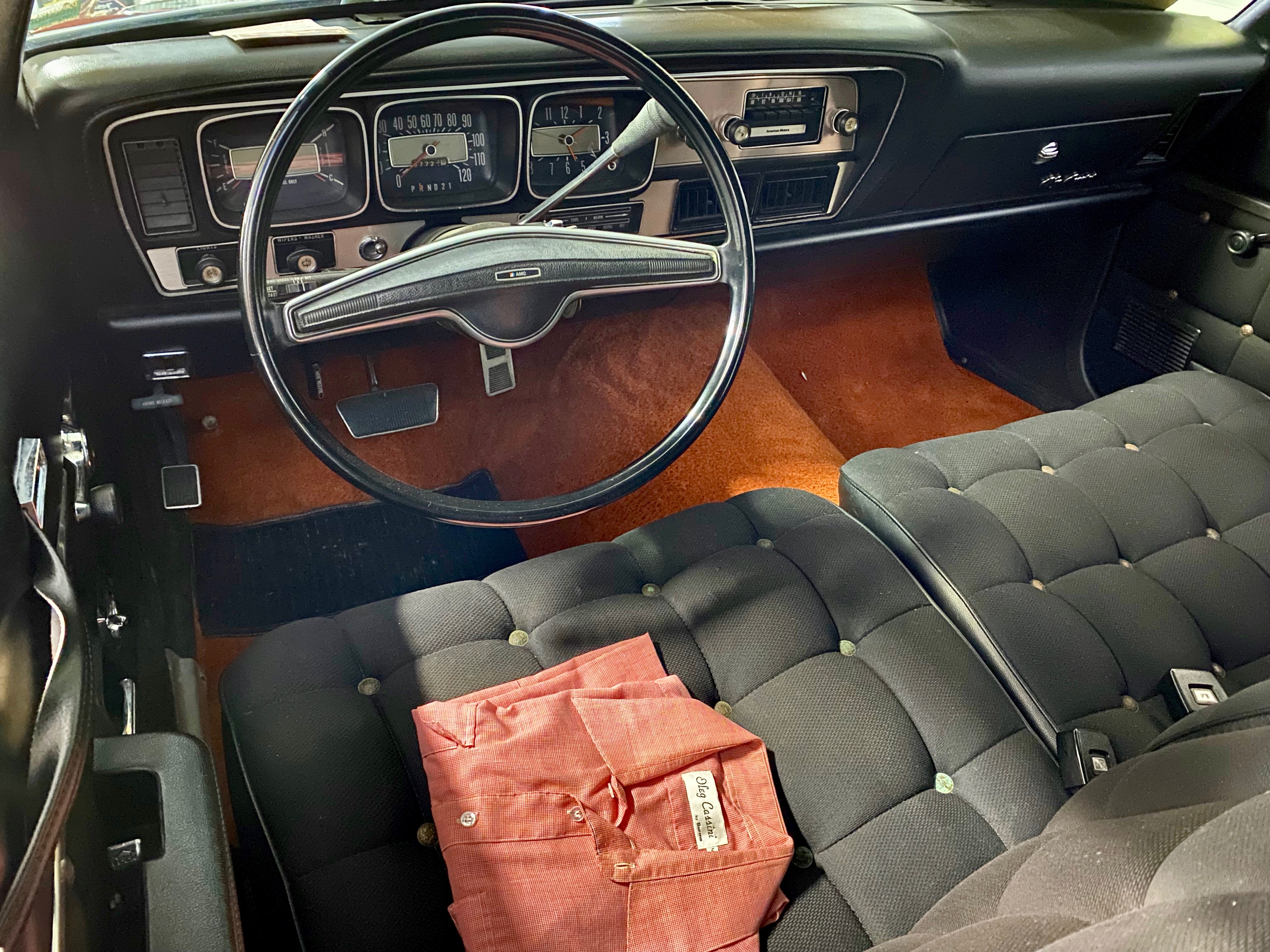
Matador Oleg Cassini de 1975. Interior con una camisa del diseñador de moda en el asiento del conductor

Una edición especial del cupé Matador, denominada Oleg Cassini, estuvo disponible para los años modelo 1974 y 1975. Se posicionó en el segmento de mercado de los automóviles de lujo personales medianos, muy populares a mediados de la década de 1970. El Matador Cassini fue el último de una serie de coches de diseñador comercializados por AMC a partir de un programa lanzado en 1971, cuando AMC firmó contratos con una serie de nombres seleccionados del mundo de la moda. El modelo Cassini siguió los diseños especiales de Gucci para el Hornet y de Pierre Cardin para el Javelin, así como el paquete de Levi's para el Gremlin y el Hornet. American Motors hizo que el famoso diseñador de moda estadounidense desarrollara un elegante diseño de alta costura orientado al lujo para el nuevo cupé Matador.
Cassini era reconocido en Hollywood y en la alta sociedad por confeccionar elegantes vestidos de prêt-à-porter, incluidos los utilizados por Jacqueline Kennedy Onassis. Según Dick Teague, vicepresidente de estilo del fabricante de automóviles, AMC quería dirigirse a compradores de automóviles medianos de entre 25 y 35 años, y los estudios de mercado mostraron que Cassini era una "autoridad de la moda cuyo nombre era familiar en Estados Unidos", ya que figuraba en la parte superior de listas de personajes conocidos por los consumidores. El propio Cassini ayudó a promocionar el automóvil en la publicidad de AMC.
Esta fue también la primera vez en los modelos de diseñador de AMC donde el experto en moda influyó tanto en los detalles interiores como exteriores, con el objetivo de "que todo el automóvil enfatice una armonía cuidadosamente elaborada de colores, molduras y telas". Con el estilo de Cassini, el nuevo dos puertas "suave y fluido" presentaba "rasgos de alta costura", con la "tapicería, los paneles y el revestimiento del techo hechos en negro azabache, con molduras de cobre, y con alfombras y techo de vinilo también ofrecidos en un color cobre acentuado". La moldura exterior incluía franjas, tiras que recorrían los costados de la carrocería, cubiertas de grafismos personalizados y emblemas especiales con el escudo "Oleg Cassini". Los cupés Cassini estaban limitados a pinturas exteriores negras, blancas o cobre metalizadas, y todos venían con el techo cubierto de vinilo. También presentaban molduras de color cobre en la parrilla, los biseles de los faros, dentro de las cubiertas de rueda completas tipo turbina estándar y también dentro del hueco de la placa de matrícula trasera.
El interior era un sello distintivo de Cassini, con una tela negra especial con botones de metal de cobre en los asientos delanteros reclinables y ajustables individuales, así como en los paneles acolchados de las puertas. El diseño se realzó aún más con alfombras de color cobre de pelo largo. Había toques de color cobre adicionales en el volante, los tiradores de las puertas y en el panel de instrumentos. Los medallones de Cassini bordados aparecían en los reposacabezas. La puerta de la guantera, la tapa del maletero, el guardabarros delantero y el capó presentaban la firma de Cassini.
La versión Cassini generó publicidad junto con una mayor afluencia de público a las sala de exposición de los distribuidores de AMC, y se construyeron un total de 6.165 unidades del cupé Cassini durante el año modelo 1974, con otros 1.817 vehículos para 1975. Los cambios para 1975 fueron mínimos, como el uso del nuevo diseño de volante estándar de AMC, con una cubierta más suave y radios cónicos. El modelo del diseñador de lujo Cassini fue reemplazado por el modelo del año 1976 con la versión "Barcelona", que fue diseñada por el personal interno de AMC. Este nuevo modelo llevó al Matador a otro nivel, considerado un "mini-Continental Mark IV, pero sin su prestigio".
El uso de un diseñador de moda para crear especialmente paquetes de estilo para automóviles estadounidenses fue seguido por el Continental Mark IV en 1976. En 1979, Cadillac usó brevemente este enfoque en el Cadillac Seville, asociándose con el diseñador de moda Gucci, pero terminó con esta práctica en 1980.

### Barcelona

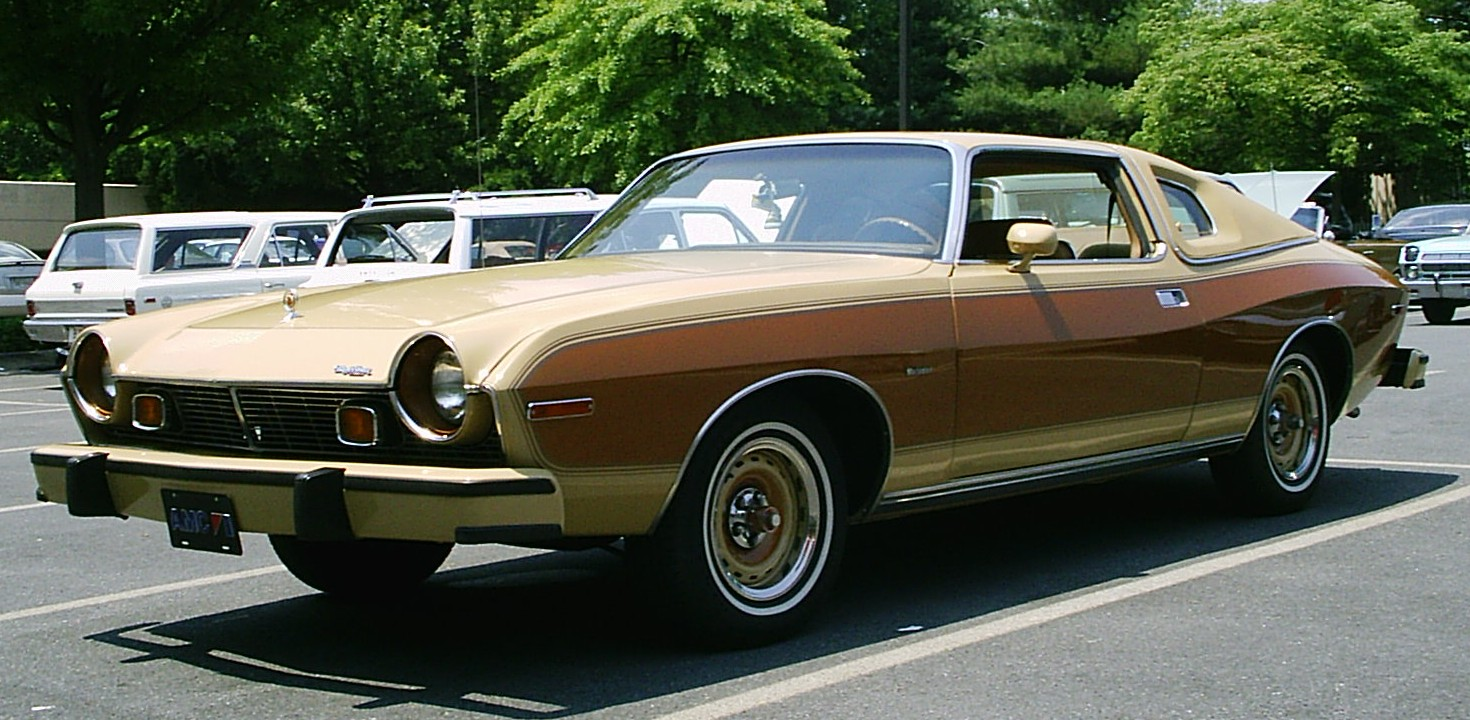
Barcelona Cupé de 1977

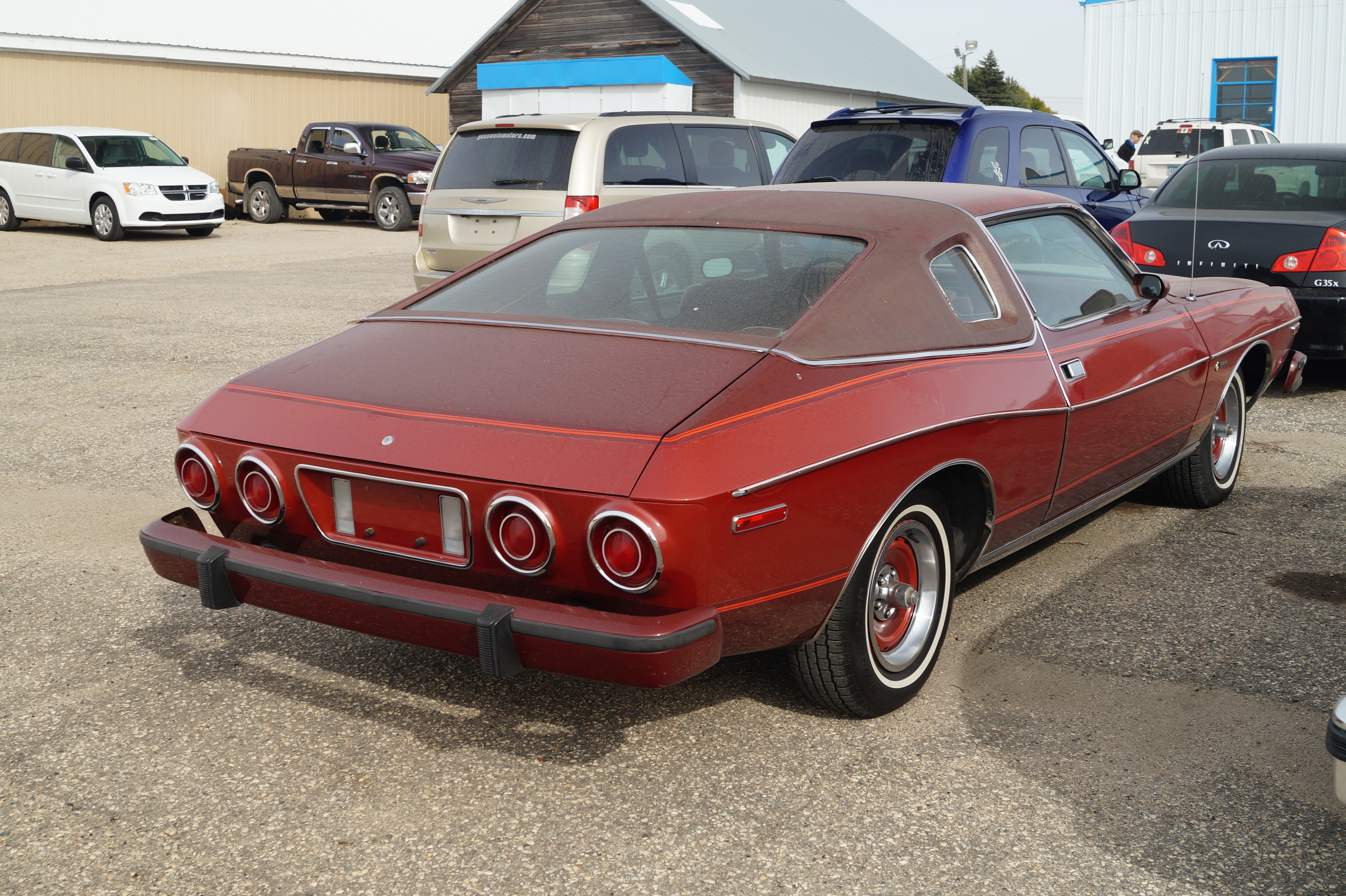
Barcelona Cupé de 1978

Para 1977 y 1978, el cupé "Barcelona II" presentaba un techo Landau acolchado y con ventanas de ópera, señales de estilo que en ese momento requerían los compradores en el muy popular segmento de mercado "automóviles de lujo personales" de dos puertas. Al principio, solo estaba disponible en un patrón de pintura distintivo de dos tonos que consistía en Golden Ginger Metallic con Sand Tan.
El Barcelona incluyó numerosas mejoras de comodidad y apariencia además del amplio equipamiento estándar que venía con todos los Matador. Los elementos especiales fueron: asientos reclinables individuales en tela de pana con franjas decorativas tejidas, paneles de molduras de puertas personalizados, revestimiento del techo único, alfombrado de 24 oz (0,7 kg), medallón especial "Barcelona" en la puerta de la guantera y guardabarros delanteros, pintura de dos tonos, biseles de los faros pintados acentuados, ruedas de 15 pulgadas con acabado en dos tonos, parachoques delantero y trasero del color de la carrocería con protectores de goma, techo de vinilo acolchado Landau, ventanillas estilo ópera, espejos dobles con control remoto pintados del color de la carrocería, alfombra negra en el maletero,  barra estabilizadora trasera, y neumáticos de bandas blancas radiales GR78x15. Las ventanas traseras deslizantes estándar se convirtieron en "ventanas de ópera" fijas con cubiertas de fibra de vidrio sobre las aberturas originales, que se remataron con vinilo acolchado por dentro y por fuera.
Para el modelo del año 1978, el paquete Barcelona vino en un segundo esquema de color: una combinación de Autumn Red Metallic en Claret Metallic. El motor de seis cilindros en línea de 258 pulgadas cúbicas con transmisión automática siguió siendo estándar, pero el de 360 pulgadas cúbicas se convirtió en la única opción V8. La producción de este último año fue de 2.006 cupés.
La revista "Motor Trend" probó en carretera un cupé Barcelona II de 1977 y encontró que igualaba a sus rivales en las áreas objetivas, y que era uno de los vehículos más distintivos en la carretera, aunque comentaba que: "tiene mucho sentido... si no te desaniman las líneas únicas del Matador".

## Carreras de NASCAR

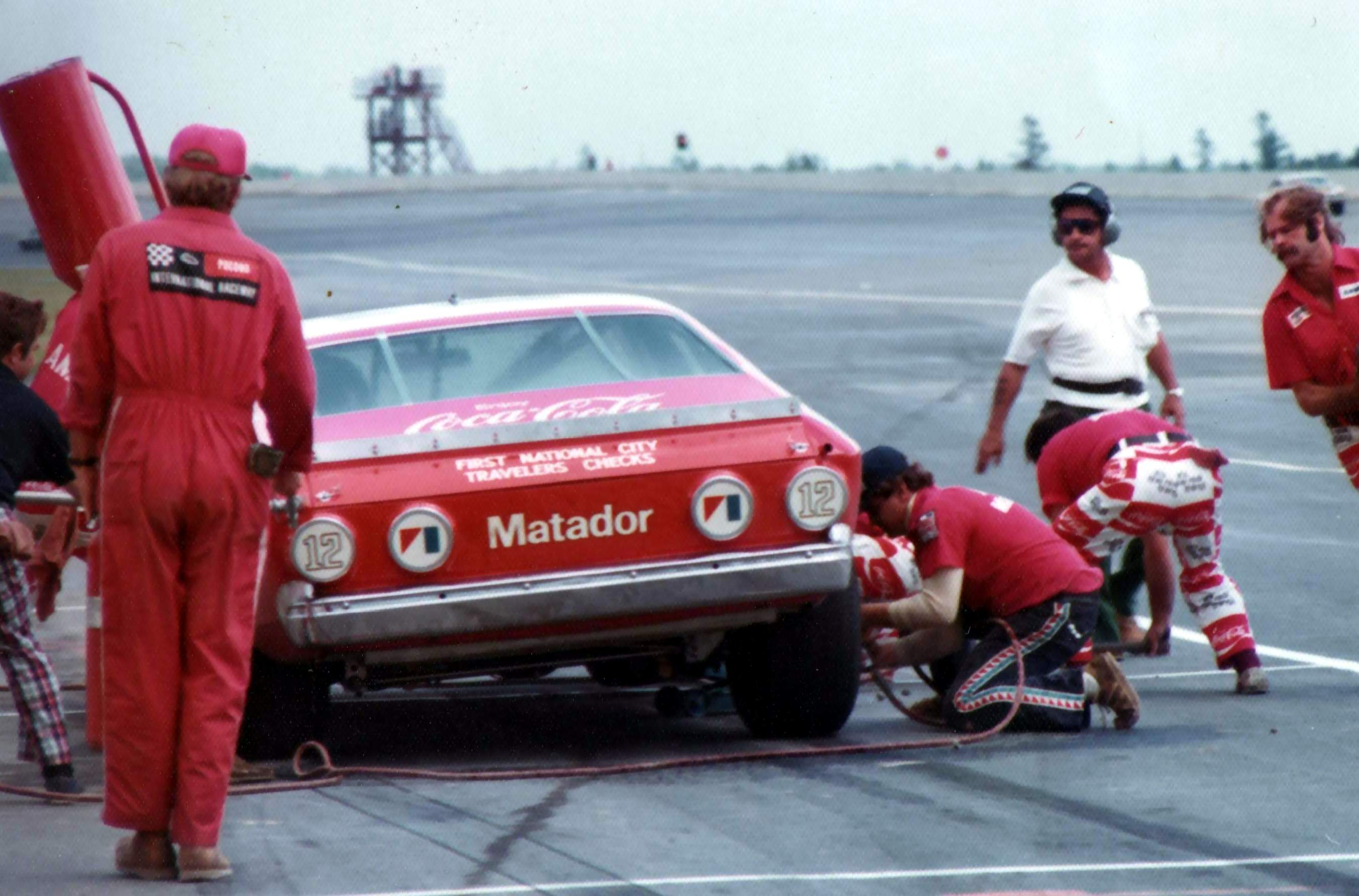
Matador #12 durante una parada en la NASCAR

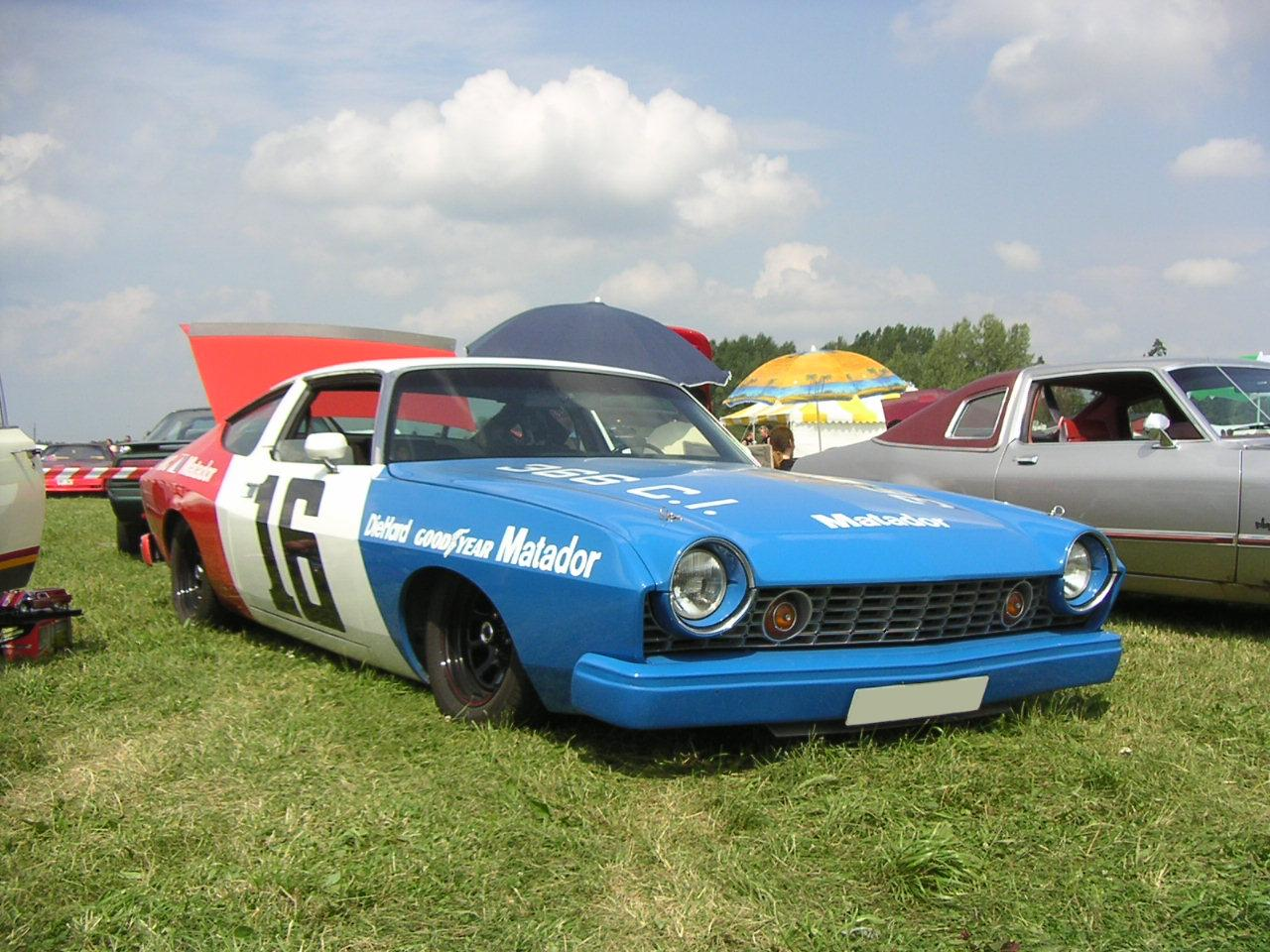
Matador #16 de la NASCAR (homenaje en Suecia)

El Equipo Penske preparó cupés y algunos hardtop Matador con respaldo de fábrica, que se usaron en las pistas de la NASCAR en la categoría stock car. Entre los pilotos de la escudería figuraron los vencedores de Indianápolis Mark Donohue y Bobby Allison, que ganaron varias carreras.
Como fue la primera entrada de AMC en NASCAR desde el lanzamiento del Hudson Hornet por su compañía predecesora (la Hudson Motor Car Company), el esfuerzo de la compañía "sorprendió" a muchos veteranos de la NASCAR porque AMC no era conocida por cultivar su imagen en las carreras. Los expertos "inicialmente se burlaron de la entrada de AMC en el circuito", pero "el Matador se ganó sus propios seguidores".
Hutcherson-Pagan construyó un par de "Bull Fighters" hardtop de dos puertas para Penske como parte del debut de la marca en la NASCAR en 1972. El Matador fue uno de los primeros stock cars preparados para correr en los circuitos ovales en usar frenos de disco. Después de que Donohue ganara la Western 500 con el Matador de primera generación equipado con frenos de disco en las cuatro ruedas, otros equipos introdujeron rápidamente esta mejora en los frenos.
El nuevo cupé de 1974 reemplazó el diseño anterior de techo rígido de dos puertas, conocido como el "ladrillo volador". Se citó a Penske diciendo que hicieron lo que pudieron con el viejo hardtop, y que les fue mejor en pistas con más curvas y menos rectas. Donohue no sobrevivió para conducir el nuevo cupé fastback de diseño aerodinámico, que muchos creen que estaba destinado a las carreras de NASCAR. Las cinco victorias del AMC Matador fueron:
- Winston Western 500 – Riverside – Mark Donohue – 21 de enero de 1973[81]
- Los Angeles Times 500 – Ontario – Bobby Allison – 24 de noviembre de 1974[82]
- Winston Western 500 – Riverside – Bobby Allison – 19 de enero de 1975[82]
- Rebel 500 – Darlington – Bobby Allison – 13 de abril de 1975[83]
- 500 Millas Sureñas – Darlington – Bobby Allison – 1 de septiembre de 1975[84][85][86]

Bobby Allison también ganó la carrera clasificatoria de Daytona 125 sin puntos el 13 de febrero de 1975 y terminó segundo en las 500 Millas de Daytona tres días después.

## Vehículo policial
Aunque el AMC Ambassador de tamaño completo también se ofreció como vehículo policial, el Matador demostraría ser muy popular. El mayor usuario de los coches de patrulla Matador fue el Departamento de Policía de Los Ángeles (LAPD), principalmente de 1972 a 1974. Después de extensas pruebas de los modelos policiales especiales ofrecidos por Chevrolet, Ford y Chrysler, LAPD eligió el AMC Matador porque "superó en manejo y desempeño a todos los otros coches". Los Matador de la policía de Los Ángeles incluyeron, entre otros equipos especiales: luces con chapa metálica T-2, una radio VHF Motorola Inc. Mocom 70 de cinco canales, una sirena interceptora Federal PA-20A y una tabla de trabajo integrada con una lamparilla de cuello flexible. Los sedanes y familiares Matador también fueron utilizados por otras agencias, incluidos el Departamento del Sheriff de Los Ángeles y el Departamento de Bomberos de Los Ángeles. Los modelos de 1974 serían los del último año en el que el Departamento de Policía de Los Ángeles adquiriría vehículos Matador. El rediseño de nariz más larga de segunda generación y los parachoques capaces de absorber choques a 5 millas por hora (8 km/h) agregaron peso a los coches, lo que afectó a su manejo y rendimiento. Además, después de 1976, AMC "dejó ir el negocio de los coches de policía porque le causaba demasiados problemas".
Los Matador fueron utilizados por muchas otras agencias dedicadas al cumplimiento de la ley en los EE. UU. y Canadá, así como por unidades de policía militar. Algunos vehículos permanecieron en servicio incluso hasta mediados de la década de 1980.
Si bien los motores V8 no siempre eran suficientes para mover con soltura algunos sedanes domésticos, AMC usó su V8 de 401 plg³ (6,6 L) que superaba a la mayoría de los otros vehículos policiales. Las pruebas del pony car AMC Javelin de 1972 y del sedán Matador equipados con los V8 401 dieron como resultado que ambos recorrieran el cuarto de milla en el rango de 14.7 segundos. Los tiempos de 0 a 60 mph (97 km/h) fueron de 7 segundos, comparables a los de un coche de policía con motor "hemi" sobrealimentado de 2006. La velocidad máxima fue de 125 mph (201 km/h), que alcanzó en 43 segundos, mucho más rápido que los Plymouth Satellite utilizados anteriormente.
El motor V8 401 de alto rendimiento estuvo disponible por última vez en 1975, y solo para sedanes encargados por flotas o para su uso policial.

## En la cultura popular

### Programas de televisión

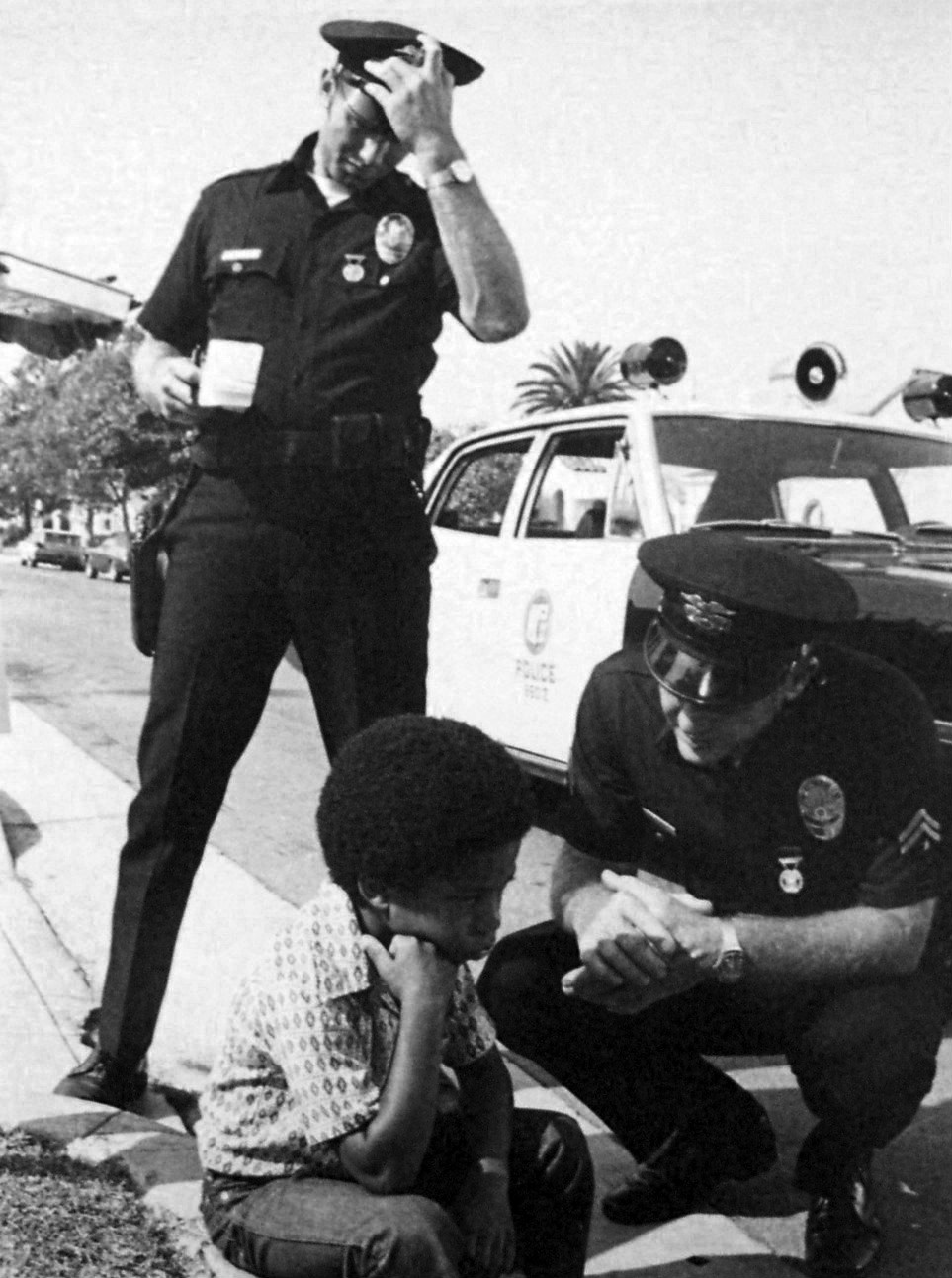
Se utilizó un AMC Matador de 1972 como el coche de policía héroe en las temporadas 5 a 7 del programa de televisión Adam-12

Durante la década de 1970, los vehículos policiales AMC Matador aparecerían en muchos programa de televisión y episodios que presentaban en sus tramas patrullas de policía. El vehículo en sí fue considerado uno de los personajes más famosos de la serie de televisión Adam-12 desde 1972 hasta el final del programa en 1975. Los protagonistas de la historia patrullaban en un Matador de 1972 y el personaje de "Mac", el sargento de la división, conducía un Matador familiar de 1972. El personaje del oficial Peter Malloy también se compraba un cupé Matador de 1974 como su propio automóvil personal en la sexta temporada del programa, y el automóvil aparecía en algunos episodios a partir de entonces.
Los Matador sedán de 1974 fueron los coches de policía presentados durante la primera temporada de Los Dukes de Hazzard, y ambas generaciones de sedanes aparecieron como coches de la Policía de Los Ángeles durante las tres primeras temporadas de The Rockford Files.
American Motors fue patrocinador del programa de televisión La Mujer Maravilla en temporadas posteriores, de manera que los personajes principales utilizaron coches de la marca AMC, con la Mujer Maravilla conduciendo un AMX Concord de 1978, y el coronel Steve Trevor conduciendo un sedán Matador Barcelona de 1978 en algunos episodios.

### Película de James Bond
Como parte de una importante estrategia de publicidad por emplazamiento, un cupé AMC Matador protagonizó una intervención destacada en la película de la serie del agente secreto James Bond titulada El hombre de la pistola de oro, estrenada en 1974. En la película aparecía el recién presentado Matador Brougham Cupé en la edición de Oleg Cassini, junto con varios coches de policía Matador de cuatro puertas (en la librea en blanco y negro utilizada por el Departamento de Policía de Los Ángeles) y un hatchback Hornet X. El Matador era el coche del villano Francisco Scaramanga, que junto con Nick Nack, utilizaban el AMC Matador "volador" para secuestrar a Mary Goodnight. Con las alas supletorias que se le acoplaron sobre el techo, el coche medía 9,15 m (10 yd) de largo, 12,8 m (14 yd) de ancho y 3,08 m (3 yd) de alto. Un especialista condujo el "auto avión" hasta la pista de un pequeño aeropuerto para rodar los planos cercanos. Lógicamente, el modelo simulado no estaba en condiciones de volar, por lo que para las secuencias aéreas se utilizó una maqueta de 1 m (39,4 plg) de largo manejada por control remoto, construida por John Stears.
El "AMC Matador volador" se exhibió en algunos salones del automóvil, como parte de la campaña de publicidad de AMC para promocionar el cupé de diseño aerodinámico, así como para ilustrar la exposición publicitaria del concepto de máquinas voladoras únicas.

## Mercados internacionales

### Australia

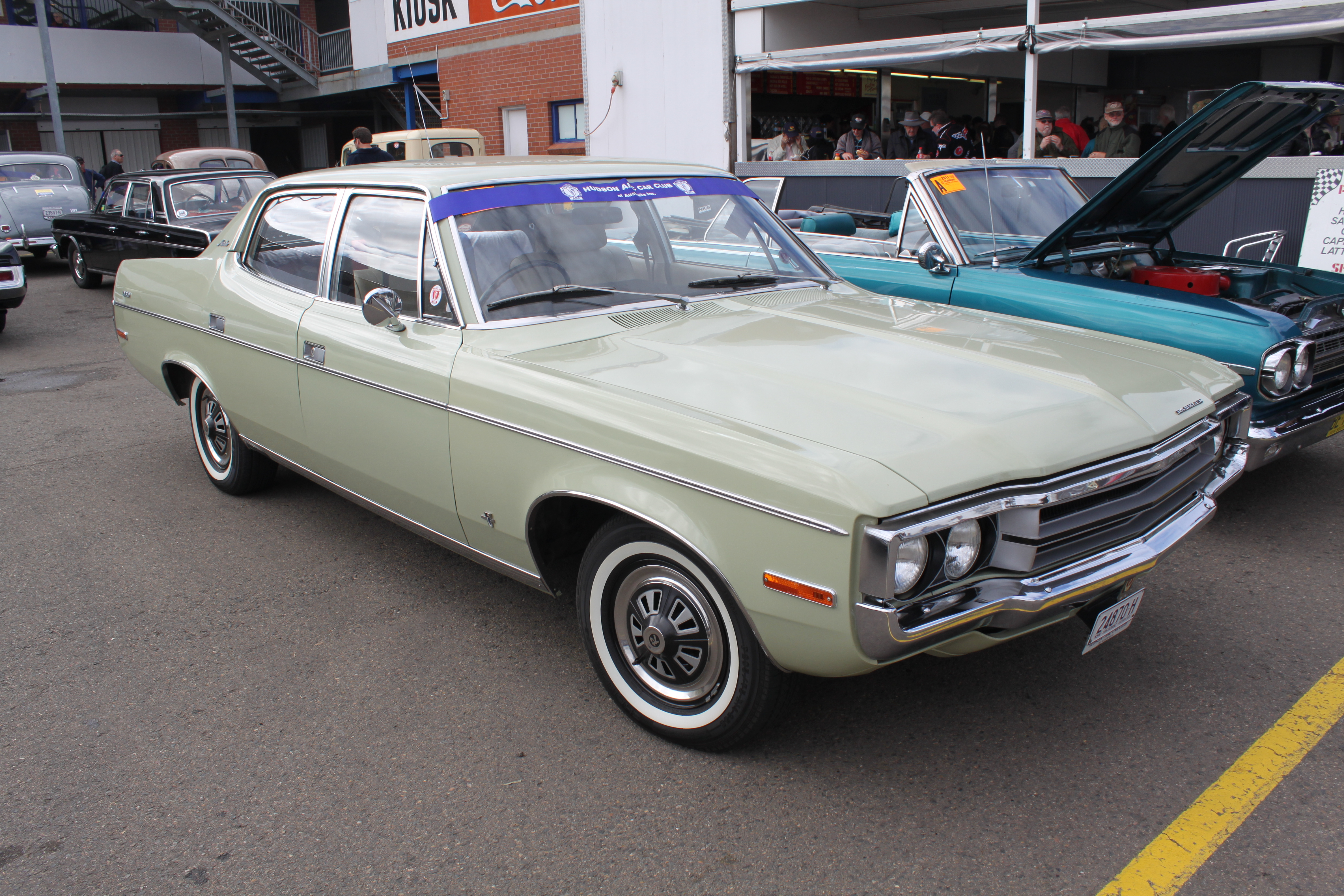
Rambler Matador sedán de primera generación en Nueva Gales del Sur ensamblado por AMI

El ensamblaje del Matador por cuenta de Australian Motor Industries (AMI) comenzó en 1971 y se suspendió después de 1977. Los autos AMI se comercializaron como Rambler Matador. AMI también actuó como distribuidor estatal en Victoria. Las ventas para Nueva Gales del Sur fueron gestionadas por la empresa de Sídney Grenville Motors Pty Ltd, que también era el distribuidor estatal de Rover y Land Rover. Grenville, que estaba en comunicación directa con AMI, controlaba una red de distribuidores de Sídney y el país de Nueva Gales del Sur. Las ventas en el Territorio de la Capital Australiana fueron administradas por Betterview Pty Ltd en Canberra. Annand & Thompson Pty Ltd en Brisbane distribuyó vehículos Rambler para Queensland. Las ventas de Australia Meridional fueron administradas por Champions Pty Ltd en Adelaida. Premier Motors Pty Ltd en Perth distribuyó los Rambler para Australia Occidental y Heathco Motors de Launceston distribuyó vehículos Rambler para Tasmania.
Los modelos recibidos en kits de montaje con el volante a la derecha se enviaron desde la fábrica de Kenosha de AMC para su ensamblaje en las instalaciones de AMI en Port Melbourne (Victoria). AMI usó los mismos códigos de pintura para los Matador que los vehículos Toyota y Triumph que también ensamblaron. Estos códigos de pintura no se correspondían con los códigos de pintura de AMC y, por lo tanto, los colores de los Matador australianos son únicos. Todos los cambios de año del modelo exterior correspondieron a los de la producción estadounidense. Sin embargo, la producción australiana de cada modelo se prolongó hasta el año siguiente, y el modelo final de primera generación de 1973 se volvió a ensamblar hasta finales de 1975. La segunda generación de Matador de EE. UU. de 1974 se ensambló en Australia a partir de diciembre de 1976. El cupé Matador se ensambló en 1976 y se vendió solo en 1977.
El equipo estándar incluía transmisión automática, dirección asistida, ventanas eléctricas, aire acondicionado debajo del tablero instalado localmente y una radio AM, tanto para modelos sedán como familiares. El motor era el AMC V8 de 360 plg³ (5,9 L), tras su introducción en el Rebel de 1970. Aunque fueron reemplazados por AMC en los Estados Unidos, los Matador australianos continuaron construyéndose con los componentes de dirección reforzados utilizados en los Rambler construidos con dirección asistida hasta 1967.
Entre las opciones se encontraban una visera parasol montada en el exterior, un techo de vinilo, gancho de remolque y guardabarros especiales. Los automóviles estaban dirigidos al segmento superior del mercado y se anunciaban como "la limusina de lujo estadounidense hecha para australianos", y estaba construida para las condiciones australianas.
Además de las modificaciones necesarias para los estándares australianos y los requisitos del mercado, los cambios incluyeron el uso de piezas y componentes de "contenido local" (como asientos, alfombras, luces, espejos retrovisores, sistemas de calefacción e incluso cubiertas de ruedas con el logotipo "R", con el fin de reducir el arancel aplicable a cada automóvil. Como las señales de giro traseras rojas estaban prohibidas en Australia, los sedán Matador tenían lentes ámbar montadas sobre o detrás de la lente de marcha atrás del conjunto de luces traseras y las señales de giro se reconectaron a las luces de marcha atrás, mientras que los Matador familiares tenían sus señales de giro traseras recableadas en luces ámbar que se adaptaron a la puerta trasera. Al igual que con su predecesor el Rebel, los hardtop del Matador no se comercializaron en Australia. La oferta de dos puertas de AMI fue el AMC Javelin.

#### 1971

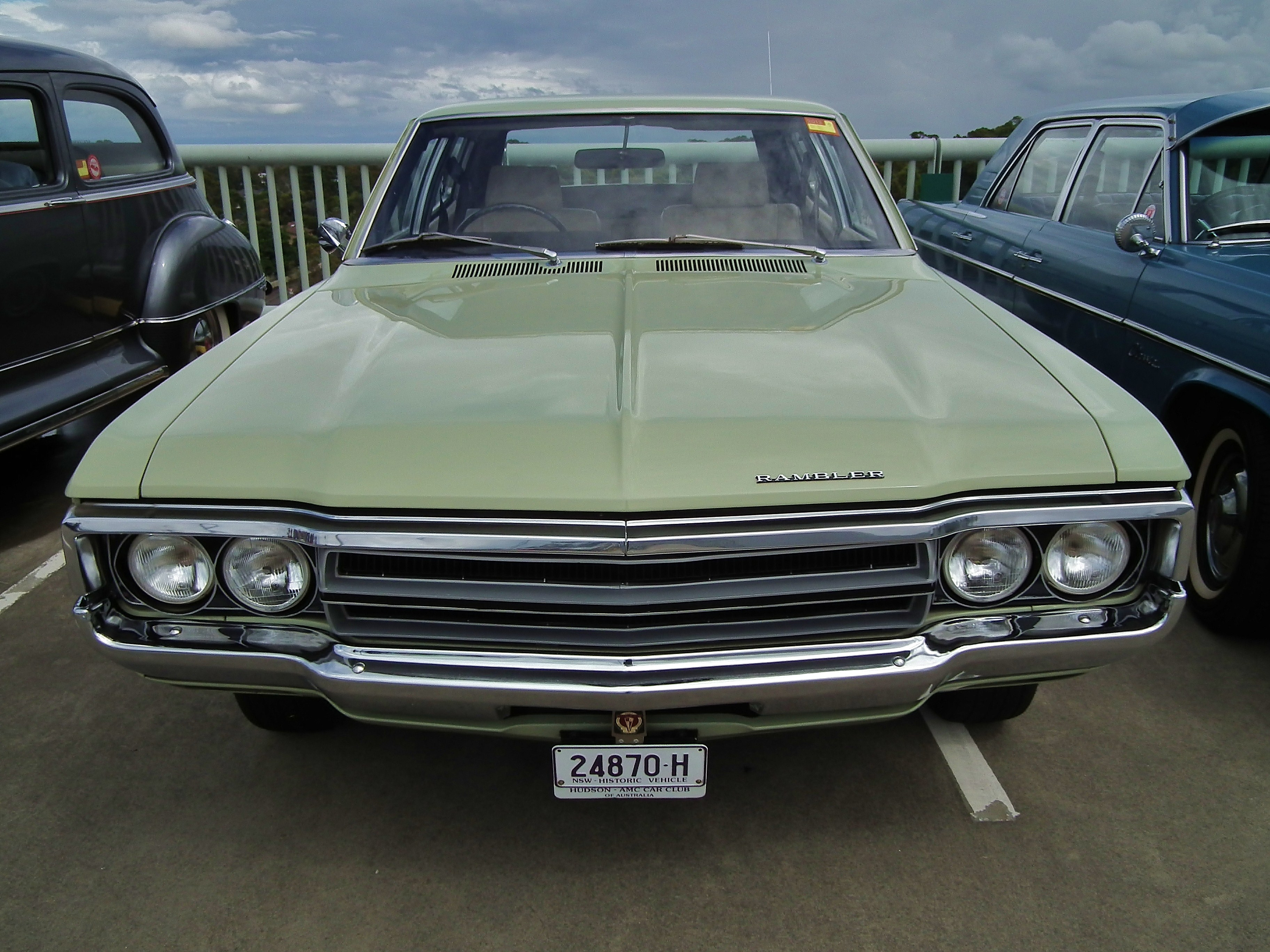
Matador de 1971, ensamblado por AMI en 1972. Aunque con el volante a la derecha, los coches todavía tenían los limpiaparabrisas a la izquierda

Desde finales de 1971, el Matador construido por AMI estuvo disponible en estilos de carrocería sedán y familiar. (AMI había ensamblado el Rebel de 1970 nuevamente en 1971, lo que provocó que el lanzamiento del Matador se retrasara un año).
Al igual que con los modelos Rebel ensamblados en Australia anteriores, el Matador ensamblado por AMI continuó usando el tablero del AMC Ambassador de EE. UU. de 1967 que se usó por primera vez en los Ambassador con volante a la derecha producidos para el Servicio Postal de los Estados Unidos en 1967, incluida la unidad de calefacción Weather Eye de tres palancas y el reloj analógico a la izquierda del tablero de instrumentos. También se reutilizaron los diales de instrumentos redondos y negros del Ambassador de EE. UU. de 1970. Una placa de metal negro con la imagen de un toro y un torero cubría la cavidad del lado derecho de la fascia donde, de lo contrario, iba la radio en los modelos estadounidenses. En cambio, se instaló una unidad de radio AM en el centro del tablero, sobre el cenicero.
El aire acondicionado se instaló debajo del tablero mediante unidades suministradas localmente.
Los asientos para el modelo de 1971 consistían en un banco completo de fabricación local, en vinilo, con un apoyabrazos central plegable para los asientos delanteros y traseros y reposacabezas para los delanteros.
Los paneles de las puertas interiores se fabricaron localmente al estilo del modelo estadounidense, pero con ajustes para adaptarse a la posición del volante a la derecha de los controles de las ventanas eléctricas (del U.S. AMC Ambassador), y los paneles de las puertas traseras venían de serie con ceniceros.
Las luces de estacionamiento delanteras/señales de giro recibieron lentes transparentes en lugar de lentes ámbar en los EE. UU. Las lentes de marcado laterales delanteras ámbar se usaron tanto para la parte delantera como trasera de los sedanes australianos, mientras que los modelos estadounidenses tenían lentes rojas para la parte trasera. Además, las luces de posición laterales se conectaron como señales de giro suplementarias.
El Matador australiano también vino con tapacubos únicos con el logotipo "R" que se fabricaron localmente. Los tapacubos de acero inoxidable de tamaño completo con la inscripción "American Motors" que se usaron en EE. UU. y Nueva Zelanda en los Rebel de 1970 y en EE. UU. en el Matador de 1971 nunca estuvieron disponibles como opción en Australia. Aparte de los tapacubos, externamente el Matador australiano de 1971 era el mismo que el modelo estadounidense de 1971.
A diferencia de los modelos estadounidenses, los Matador australianos venían de serie con dirección asistida, ventanas eléctricas y continuaron usando los componentes de dirección anteriores de los Rambler estadounidenses de mediados de la década de 1960.
A pesar de ser automóviles con el volante a la derecha, los Matador australianos conservaron el conjunto del limpiaparabrisas con el volante a la izquierda (barrido a la izquierda).
Un total de 69 sedán Matador y 64 familiares (incluidos algunos Rebel familiares de 1970 reensamblados en 1971) se vendieron en Australia en 1971.

#### 1972

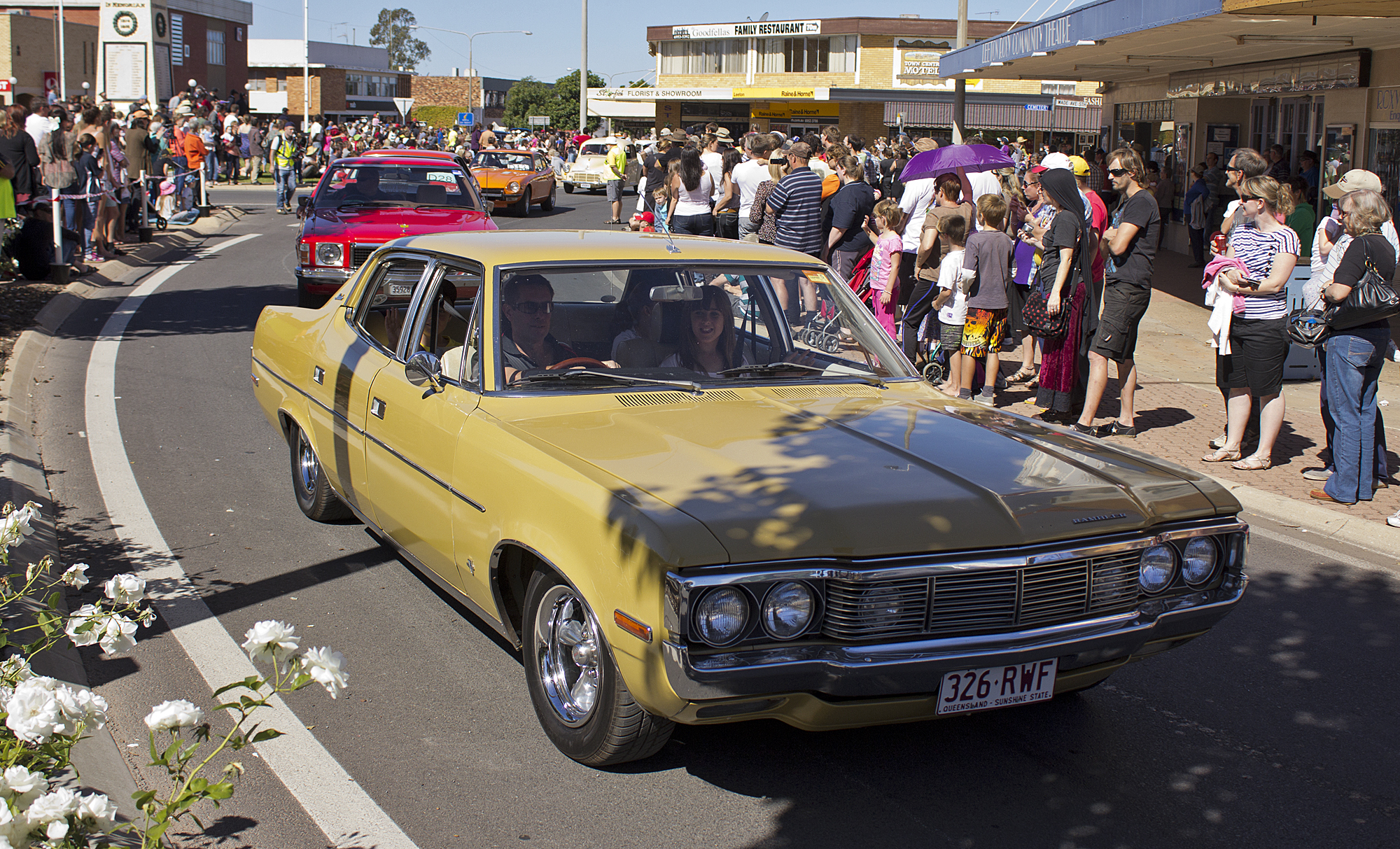
Rambler Matador australiano de 1972. Los modelos de 1972 también se ensamblaron en 1973

AMI continuó ensamblando el modelo estadounidense de 1971 hasta 1972, comercializándolo como modelo "1972". El Matador de EE. UU. de 1972 fue ensamblado por AMI a finales de 1972, con sedanes ensamblados desde octubre y familiares ensamblados desde noviembre de 1972.
Al igual que con el modelo estadounidense, el modelo australiano de 1972 vino con la nueva transmisión Torqueflite 727 y los cambios de estilo externo nuevos para 1972.
Los diales de instrumentos negros del Ambassador de EE. UU. de 1970 se reutilizaron nuevamente en el tablero del Ambassador con el volante a la derecha de 1967. Los reposabrazos revisados del modelo estadounidense de 1972 coincidían con el modelo australiano de 1972. Los asientos del banco delantero se fabricaron nuevamente localmente con respaldos de los asientos del conductor y del pasajero reclinables individualmente y un reposabrazos central plegable. El asiento trasero era el mismo que el del modelo australiano de 1971. Los mismos paneles de puerta del modelo de 1971 se reutilizaron y nuevamente se fabricaron localmente, lo que también permitió los controles de las ventanas eléctricas en el lado derecho.
Para cumplir con las Normas de Diseño Australianas, que no permitían las señales de giro traseras rojas, se pegó un corte de plástico dentado naranja dentro de la lente de la luz de marcha atrás del conjunto de luces traseras para los sedanes, y las luces de marcha atrás se reconectaron como luces intermitentes. Los familiares recibieron conjuntos de luces de remolque ámbar perforadas en la puerta trasera y conectadas como señales de giro. Se usaron nuevamente lentes claros de estacionamiento/señal de giro hacia adelante.
Los tapacubos australianos "R" se reutilizaron para el modelo de 1972.
Las ventanas eléctricas, la antena eléctrica, el aire acondicionado debajo del tablero y los componentes de dirección anteriores del Rambler permanecieron como elementos estándar.
En 1972 se vendieron 300 Matador (236 sedanes y 64 familiares), en su mayor parte modelos estadounidenses de 1971.

#### 1973
El modelo estadounidense de 1972 se volvió a ensamblar en 1973 y se vendió como modelo "1973". El modelo estadounidense de 1973 fue ensamblado por AMI a partir de octubre de 1973. Externamente, ambos modelos de 1973 eran idénticos, con los mismos cambios en la parrilla y las luces traseras. Una vez más, los modelos se construyeron con los componentes de dirección y suspensión reforzados de los Rambler anteriores.
AMI se jactó del aumento del 11.4 % en la potencia de frenado del nuevo modelo y un aumento del 3.5 % en el par, a pesar de la gran cantidad de elementos anticontaminantes instalados. Un carburador de cuatro cuerpos reemplazó al carburador de dos cuerpos utilizado hasta ese momento.
Además de los intermitentes traseros de fibra, AMI instaló un recorte de plástico dentado naranja sobre la lente transparente de marcha atrás del conjunto de la lente de la luz trasera y, una vez más, volvió a cablear las luces de marcha atrás para que funcionaran como señales de giro. Los familiares nuevamente recibieron conjuntos de luces de remolque ámbar perforadas en la puerta trasera y conectadas como señales de giro. Para 1973, AMI prescindió de las lentes transparentes para las luces de estacionamiento/señales de giro, pero en lugar de simplemente usar la lente ámbar estándar de EE. UU., las bombillas parpadeantes estaban teñidas en ámbar.
A partir de 1973, los Matador se equiparon con asientos de banco con división 50-50 tapizados en vinilo fabricados en Australia, cada uno con reposabrazos y reposacabezas plegables. Los nuevos reposacabezas no eran tan "gruesos" como los modelos de 1971 y 1972. El asiento del banco trasero se mantuvo igual. Se usaron los paneles de fabricación local para las puertas, que se emplearon por primera vez en el modelo australiano de 1971.
Se realizó un ligero cambio en el lado del pasajero del tablero a partir del modelo de 1973 en adelante, ya que el tablero de instrumentos "plano" del Ambassador de 1967 se reemplazó por un tablero de instrumentos más sobresaliente que corría al ras de la bitácora del grupo de instrumentos y sin el altavoz. Para el sonido, los altavoces se instalaron junto a los bolsillos de las puertas delanteras. De lo contrario, el tablero era el mismo que el de los modelos anteriores, pero la novedad de 1973 fue la introducción del grupo de instrumentos con fondo blanco del Matador de EE. UU. 1972/1973, que figuraba en millas por hora (mph).
Las ventanas eléctricas, la dirección asistida, el aire acondicionado debajo del tablero y la antena eléctrica siguieron siendo estándar.
Para 1973, las ventas australianas fueron de 230 Matador (191 sedanes y 30 familiares). La mayoría eran modelos estadounidenses de 1972.

#### 1974
Para 1974, AMI continuó ensamblando nuevamente el modelo estadounidense de 1973, comercializándolo como modelo "1974".
Los cambios para el año incluyeron la introducción de diales de instrumentos blancos (en uso en los modelos de EE. UU. desde 1972) que ahora mostraban kilómetros por hora (km/h). Se reemplazaron la almohadilla de la bocina y el volante del Matador de EE. con el volante un poco más pequeño y la bocina intercambiable del AMC Hornet (con el logotipo "AMC" en el centro). También para 1974 se instalaron cinturones de seguridad retráctiles de tres puntos para la parte delantera y trasera, en sustitución de los cinturones de dos puntos de anclaje. El asiento delantero y el asiento trasero de banco dividido de fabricación local del modelo de 1973 se reutilizaron nuevamente, al igual que los paneles interiores de las puertas de fabricación local, copiados del modelo estadounidense de 1971.
El conjunto del limpiaparabrisas correspondiente al volante a la izquierda finalmente se rediseñó localmente para ser adaptado al volante situado a la derecha.
Se vendieron 145 Matador (118 sedanes y 27 familiares) en Australia durante 1974. Todos eran modelos estadounidenses de 1973.

#### 1975
Para 1975, AMI continuó ensamblando el modelo estadounidense de 1973, comercializándolo como modelo "1975". Se mantuvieron todas las características estándar del modelo original de EE. UU. de 1973 y los cambios locales año por año.
El ensamblaje del sedán y del familiar Matador de segunda generación lanzado en los Estados Unidos en 1974 se retrasó en Australia hasta diciembre de 1975.
Las matriculaciones para 1975 fueron 118 Matador (85 sedanes y 33 familiares), incluidos los primeros modelos de segunda generación ensamblados a finales de 1975.

#### 1976

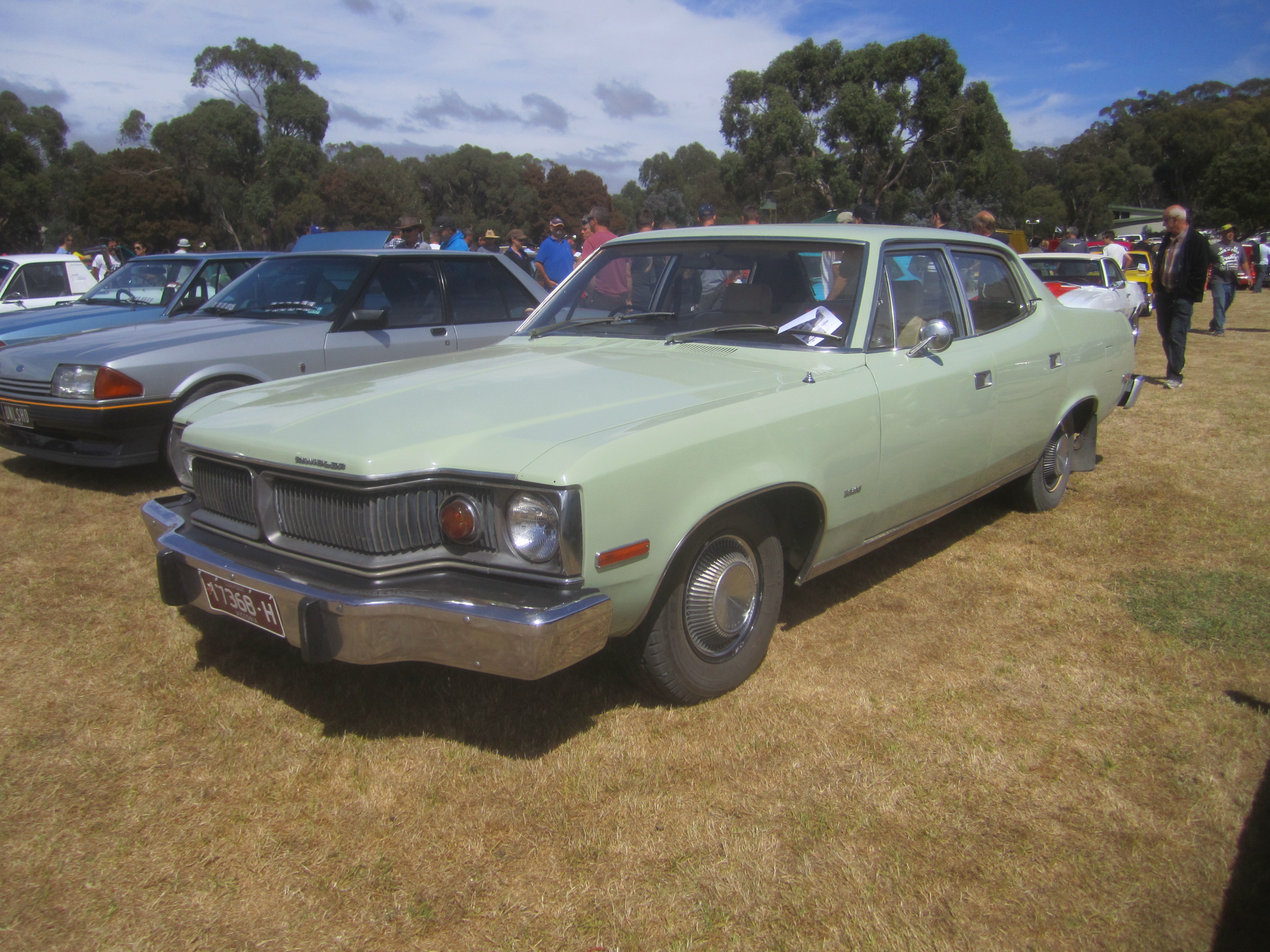
Sedán Rambler Matador ensamblado en Australia de 1976 (1974 en EE. UU.)

AMI ensambló el sedán y el familiar Matador de segunda generación de EE. UU. desde 1974 hasta 1976 y lo comercializó como el nuevo modelo "1976". Los primeros se construyeron en diciembre de 1975. El nuevo Matador tenía un precio de 9.810 dólares para el sedán y 10.951 dólares para el familiar.
Externamente, era idéntico al modelo de EE. UU. de 1974, incluso con tapacubos de tamaño completo de acero inoxidable de EE. UU., en uso por AMC desde 1972, pero no antes en Australia.
Al igual que con los modelos anteriores, se reutilizó el conjunto del tablero del Rambler Ambassador de 1967, pero ahora se equipó con el grupo de instrumentos de tres módulos de EE. UU. de 1974. La unidad del sistema de climatización Weather Eye procedente del Ambassador de 1967, previamente colocada a la izquierda de los diales de los instrumentos como en el Rebel, se desplazó esta vez a la derecha. La nueva fascia del grupo formada por espuma abarcaba todo menos las palancas de la unidad. Los asientos de fabricación australiana en uso desde el modelo de 1973 y los paneles de las puertas de fabricación local en uso desde el modelo de 1971 continuaron sin cambios. El volante revisado con la bocina rectangular de la versión estadounidense de 1974 se usó en los modelos australianos hasta el final de la producción.
Todos los Matador australianos de segunda generación continuaron funcionando con el motor AMC V8 360 con transmisión automática, al igual que los Matador de primera generación fabricados en Australia. Aproximadamente desde junio de 1976, AMI equipó los sedán Matador con un "motor de flota de trabajo". Como se explica en la hoja n.º 157 del Servicio técnico automotriz de Rambler, con fecha de noviembre de 1976, los motores venían con un carburador de cuatro cuerpos y encendido electrónico. No había otras opciones de motor o transmisión.
El pestillo del capó en los Matador australianos de segunda generación permaneció en el lado del pasajero (izquierdo) de la cabina, mientras que los Matador australianos anteriores tenían el pestillo del capó en el lado del conductor (derecho) como se esperaría en un vehículo con volante a la derecha.
El aire acondicionado debajo del tablero, las ventanas eléctricas y los componentes de dirección reemplazados de la década de 1960 permanecieron como elementos estándar.
Para cumplir con el requisito de los indicadores de giro traseros de color ámbar, se atornilló un recorte de plástico naranja sobre la lente transparente de reversa del conjunto de luces traseras y se reconectaron las señales de giro a las luces de marcha atrás.
Como las placas de matrícula australianas eran más grandes que las estadounidenses, se soldó una hoja más ancha de acero doblado en la parte trasera del área de la placa de matrícula de la carrocería para colocar las placas.
Las matriculaciones en 1976 fueron 88 Matador (78 sedanes y 10 familiares).

#### 1977
Un pequeño número de los Matador inventariados en diciembre de 1976 se matricularon en 1977.
Las inscripciones para 1977 fueron 27 unidades del Matador (24 sedanes y 3 familiares).

#### Matador Cupé

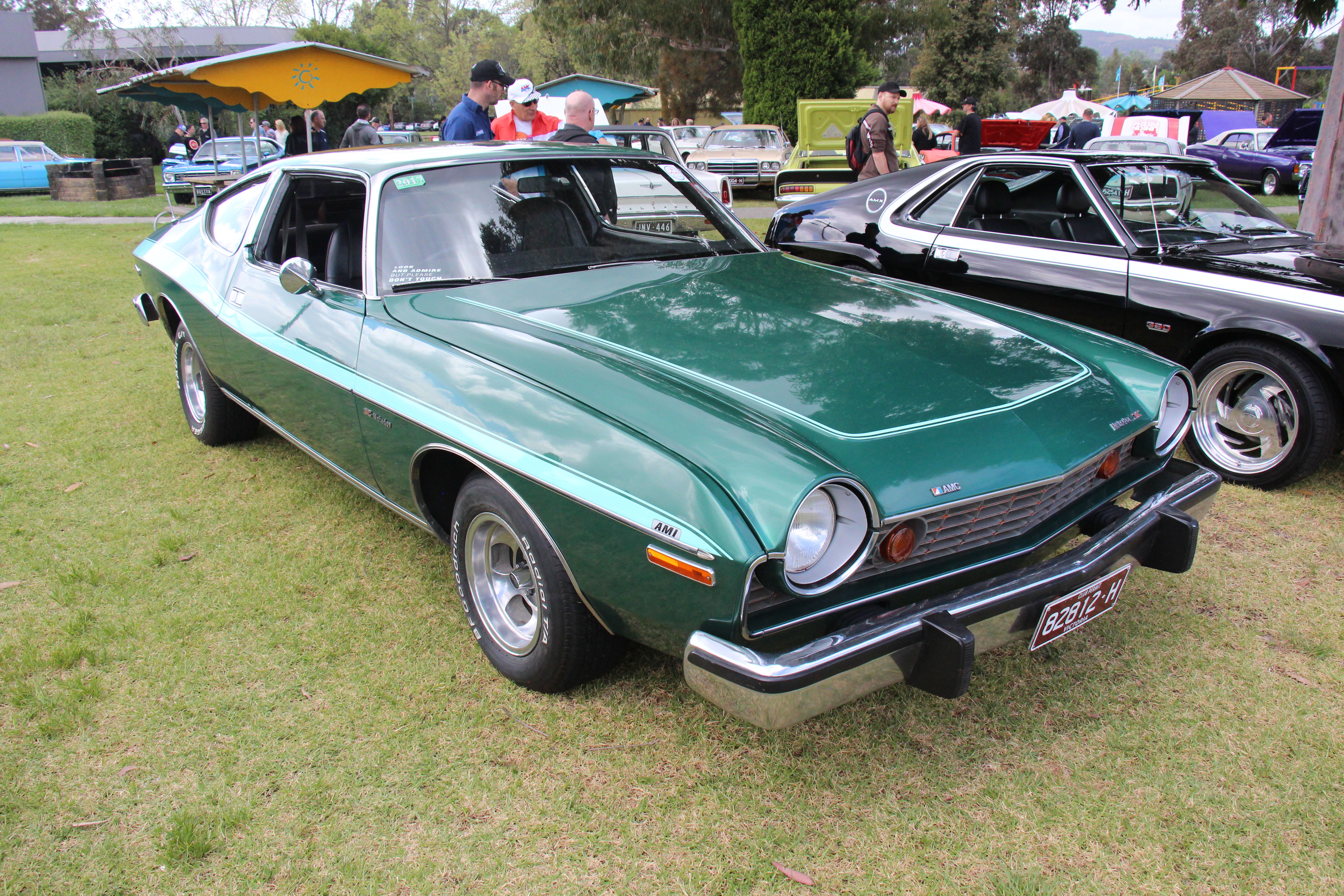
Rambler Matador X Cupé ensamblado por AMI

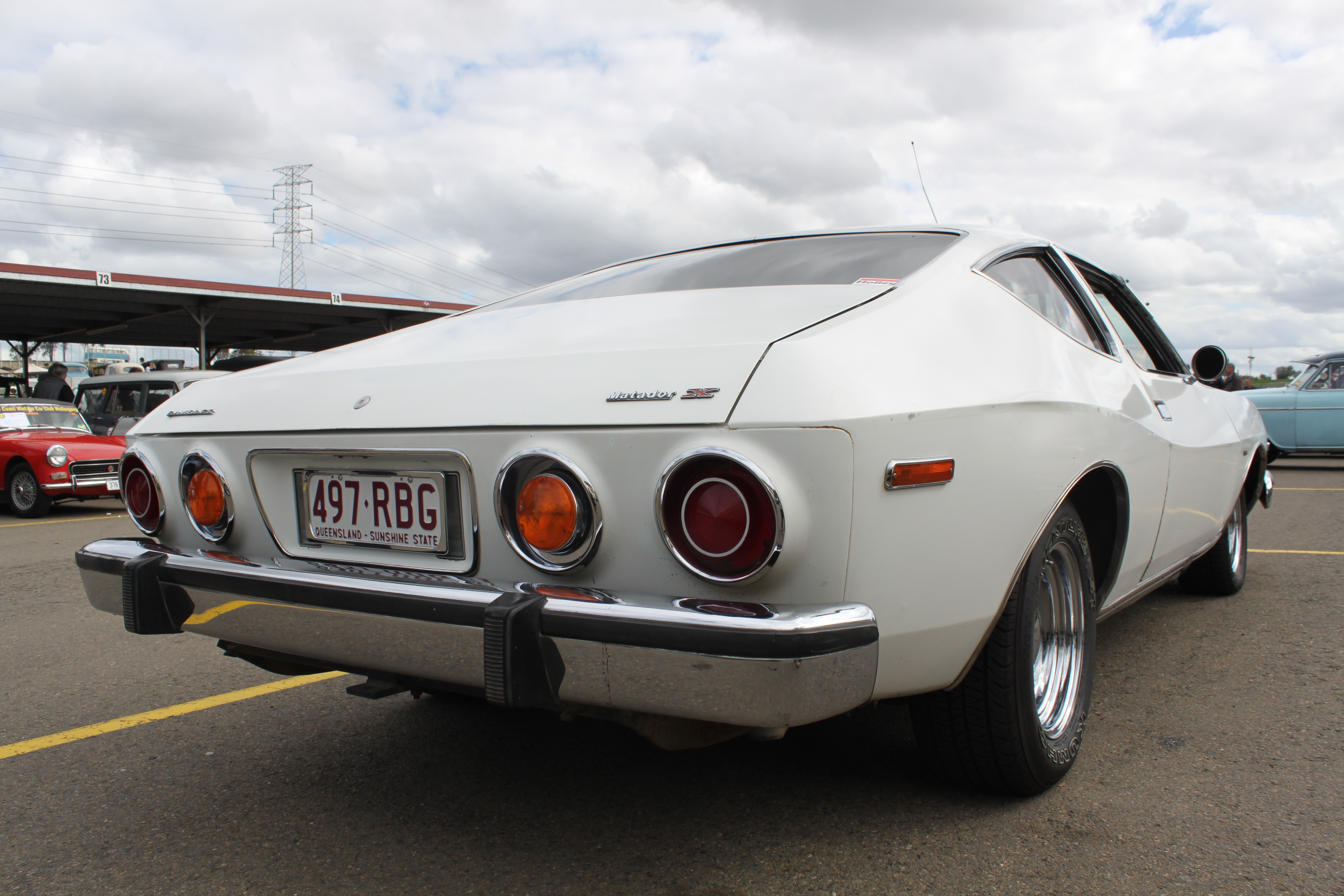
Matador X Cupé australiano. Las lentes naranjas genéricas reemplazaron a las lentes rojas originales para las señales de giro

Un AMC Matador X Cupé importado en su totalidad se presentó en el Salón del Motor de Melbourne en 1974 para evaluar el interés del público. El automóvil de evaluación fue convertido de volante a la izquierda a volante a la derecha por una empresa externa para el salón. Los distribuidores de AMI anunciaron que solo se ensamblarían 80 unidades. Un medio de comunicación que informó sobre el programa declaró que "Como una indicación de que los automóviles estadounidenses ahora están muy pasados de moda, la mayoría de los asistentes pasaron sin apenas mirar el coche, prefiriendo probar la gama Toyota". Otros informes de los medios fueron más positivos y afirmaron que esperaban que el modelo se vendiera rápidamente.
Aunque AMI recibió 160 kits desmontables para el nuevo Matador Cupé en 1974, AMI no los ensambló hasta fines de 1976, y para ese momento 70 fueron destruidos intencionadamente, dejando 80 aún en condiciones de ensamblarse, con otros 10 retenidos como piezas. Con un precio de 11.986 dólares, el modelo se comercializó hasta 1977, vendido solo por un año. Los modelos australianos venían con el V8 de 360 pulgadas cúbicas de AMC con transmisión automática de tres velocidades, el volante deportivo y asientos individuales. El aire acondicionado, la antena eléctrica y la radio AM/FM eran estándar. Debido a los bajos números de producción (menos de 100), AMI pudo evitar tener que rediseñar el barrido del limpiaparabrisas como lo habían hecho en los sedanes y familiares Matador después de 1974. Todos los modelos australianos tenían los mismos distintivos que el Matador X más deportivo.
Al igual que con todos los sedanes y familiares Rebel y Matador con el volante a la derecha ensamblados en kit y exportados con volante a la derecha de fábrica, el cupé Matador australiano usó el tablero del Rambler Ambassador de 1967, aunque los diales de instrumentos, la columna central y el volante eran del modelo estadounidense de 1974. Una vez más, para cumplir con las normas de diseño australianas, las lentes rojas de las señales de giro traseras se reemplazaron por una lente naranja redonda lista para usar que reemplazó la luz trasera interna y se volvió a cablear para que parpadee en ámbar, dejando la luz de freno y la lente exterior como luz de cola.

### Costa Rica
Purdy Motor en San José ensambló vehículos Matador en Costa Rica a partir de kits desmontados.
La compañía había adquirido los derechos de franquicia para comercializar vehículos de American Motors en 1959 y había importado vehículos completos a Costa Rica, pero no fue hasta 1964 cuando las leyes costarricenses permitieron el ensamblaje local de vehículos. Purdy Motor construyó una planta de ensamblaje en 1965 y el primer Rambler fabricado localmente fue un Rambler Classic 660 de 1964, que salió de la línea de montaje a finales de 1965. El nuevo Rebel de 1967 se ensambló hasta el final de la producción, seguido por el Matador de 1971.
En 1974, un nuevo fabricante local de vehículos, Motorizada de Costa Rica, compró los derechos de distribución de Rambler adquiridos previamente por Purdy Motor. La empresa continuó ensamblando vehículos AMC y Jeep, así como otras marcas hasta 1978, y fue liquidada en 1979 supuestamente por no pagar impuestos, lo que puso fin a la marca AMC en Costa Rica.
Al igual que con otros mercados de exportación, el Matador se comercializó en Costa Rica con la marca Rambler incluso después de que AMC retirara la marca en Estados Unidos después de 1969.

### México
Los AMC Matador fueron producidos bajo licencia por Vehículos Automotores Mexicanos (VAM) en México, país donde se conoció en sus dos generaciones como VAM Classic, continuando con el mismo nombre que la misma AMC había manejado en años anteriores.

#### Primera generación

##### 1971
Continuando con el concepto de la versión de VAM del AMC Rebel, todos los VAM Rambler Classic estaban disponibles con un solo nivel de equipamiento y en formas sedán de cuatro puertas y hardtop de dos puertas en su año inicial, que retuvo el nombre Rambler Classic SST, mientras que el sedán de cuatro puertas cambió de Rambler Classic 770 a VAM Rambler Classic DPL. Ambos estilos de carrocería tenían las mismas características que los AMC Matador de 1971 y eran casi iguales con solo unas pocas características exclusivas para cada uno. El equipo estándar constaba de frenos de tambor en las cuatro ruedas, dirección manual, motor I6 de 252 plg³ (4,1 L) con 170 HP (127 kW; 172 CV) de potencia bruta a 4600 rpm con carburador Carter WCD de dos cuerpos y relación de compresión de 9.5:1, transmisión manual de tres velocidades totalmente sincronizada con cambio en la columna del volante, ruedas de 10 pulgadas, embrague reforzado, relación de transmisión del diferencial trasero de 3.54:1 con transmisión manual, relación de transmisión del diferencial trasero de 3.07:1 con transmisión automática, limpiaparabrisas eléctricos de dos velocidades, lavaparabrisas eléctricos, velocímetro hasta 200 km/h (124,3 mph) rectangular de longitud completa, reloj analógico eléctrico, columna de dirección plegable con interruptor de encendido incorporado, volante personalizado de lujo, luces de cortesía, encendedor de cigarrillos, cenicero en el tablero, guantera con cerradura, amplios asientos delanteros individuales (techo rígido), banco delantero (sedán), cinturones de seguridad delanteros de dos puntos, reposabrazos laterales delanteros y traseros, ceniceros traseros dobles, luz de techo redonda simple (sedán), luces de techo dobles en el pilar C (techo rígido), ganchos dobles para ropa, paquete de molduras brillantes, cubiertas de ruedas de lujo y espejo remoto del lado del conductor. El equipo opcional incluía frenos de tambor eléctricos (estándar con transmisión automática), dirección asistida, suspensión reforzada, transmisión automática, calentador con desempañador delantero, techo de vinilo, espejo del lado del conductor con control remoto, espejo del lado del pasajero con control remoto, protectores de parachoques, tubos de parachoques, y tapón de gasolina con bloqueo.

##### 1972
Para 1972, todos los automóviles producidos por VAM recibieron las mismas revisiones y mejoras que los modelos construidos por AMC. La línea Classic vio mejoras en el reemplazo del motor I6 de 252 plg³ (4,1 L) por la versión de 282 plg³ (4,6 L) con 200 HP (149 kW; 203 CV) de potencia bruta a 4400 rpm con carburador Carter ABD de dos cuerpos, relación de compresión de 9.5 y árbol de levas de 266 grados. Los frenos asistidos con discos delanteros se convirtieron en equipo estándar independientemente de la transmisión, una transmisión automática Chrysler A998 de tres velocidades en lugar de las cajas automáticas Borg-Warner más antiguas, suspensión reforzada con barra estabilizadora delantera, calefacción mejorada con controles revisados ubicados a la derecha de la columna de dirección y nuevo grupo de instrumentos con dos nichos redondos. Los nuevos diseños de cubiertas de ruedas y rejillas se hicieron visibles en el exterior, mientras que los patrones de los asientos y los paneles laterales también se actualizaron.
Desde su rediseño en 1970, el estilo de carrocería de techo rígido comenzó a caer en las ventas y el lavado de cara de la parte delantera de 1971 no ayudó a revertir la tendencia. VAM no quería abandonarlo, lo que dejaría a la empresa sin una oferta de dos puertas de tamaño medio.
El modelo fue reelaborado en una edición limitada completamente nueva con un enfoque más deportivo para 1972, además de presentar más detalles similares a los de un automóvil de lujo personal. Esto se convirtió en el VAM Classic Brougham, con el nombre "Rambler" eliminado para rejuvenecer la línea, mientras que el sedán de cuatro puertas se convirtió en el VAM Classic DPL. El Brougham incluía como equipo estándar dirección asistida, transmisión automática de tres velocidades con palanca de cambios montada en el piso (la misma unidad que los modelos Rebel Machine de EE. UU.), consola central con compartimento de bloqueo (también compartido con el Rebel Machine), asientos de respaldo alto individuales (compartidos con el VAM Javelin), molduras brillantes para los pedales, calefacción, radio estéreo AM/FM con cuatro altavoces, parabrisas polarizado y espejo del lado del conductor con control remoto.
A pesar de la comercialización y el alto nivel de equipamiento, el público lo vio como el modelo anterior, dado que las únicas diferencias externas se limitaban a los colores, la parrilla, el techo de vinilo estándar y las cubiertas de las ruedas.
El precio fue más alto que el del VAM Rambler Classic SST y no aumentó las ventas del año, terminando por debajo de las expectativas de VAM.
El VAM Classic Brougham era el equivalente mexicano más cercano a los modelos AMC Rebel Machine y Matador equipados con Go Package vendidos en los EE. UU. y Canadá, y es probablemente el modelo Matador/Rebel más coleccionable producido en México.

##### 1973
Debido a las bajas ventas del Classic Brougham coupé, el sedán de cuatro puertas Classic DPL se convirtió en el único VAM Classic producido en 1973, siendo el Javelin el modelo de dos puertas más grande ofrecido por la empresa. Los Classic DPL de 1973 eran prácticamente iguales a los del año anterior, con diferencias solo en los diseños de los asientos y los paneles laterales, así como en el diseño de la parrilla y una nueva culata del motor con válvulas más grandes y balancines independientes.

#### Segunda generación

##### 1974
El relevo generacional que recibió el AMC Matador para 1974 en Estados Unidos también se introdujo en México en el VAM Classic. Esto significó un nuevo diseño de la parte delantera con la parte central alargada de "nariz de ataúd" y faros delanteros individuales, nuevos diseños de luces traseras horizontales y un soporte de matrícula trasero ubicado en el panel trasero en lugar del parachoques, así como un nuevo tablero con diales cuadrados y superficie acolchada de longitud completa. Con estas novedades también llegaron nuevos diseños de parachoques caracterizados por el sistema de absorción de impactos de cinco millas por hora. Esto significó el único caso (junto con el Pacer) de un automóvil VAM que incorporó esta medida de seguridad, que no fue ordenada por el gobierno mexicano; haciendo que el VAM Classic superase las normas de seguridad de su época. Las unidades sedán encargadas con transmisión automática también incluían el sistema de dirección asistida y un calefactor sin costo adicional. El comienzo de la certificación de emisiones de motores automotrices en México afectó a los  motores de seis cilindros en línea y 282 plg³ (4,6 L), que cambiaron a una relación de compresión más baja de 8.5:1.

#### VAM Classic Coupé
La noticia más importante del año fue la reintroducción del VAM Classic Coupé, correspondiente al coupé AMC Matador estadounidense. A diferencia de todos los modelos anteriores (Matador y Rebel), estaba disponible en dos niveles de equipamiento diferentes; el deportivo Classic AMX equivalente al modelo AMC Matador X y el lujoso Classic Brougham equivalente al modelo cupé AMC Matador Brougham. Ambas versiones eran mecánicamente iguales, con las mismas especificaciones técnicas que los modelos Classic DPL. Sus principales diferencias se basaban en la apariencia y las características estándar. El VAM Classic AMX lucía las llantas de acero estampado de cinco radios internos de VAM con tapas centrales en forma de volcán y aros embellecedores, una parrilla oscurecida y una franja tipo rally que rodeaba todo el perímetro del coche con un emblema AMX integrado en la esquina derecha de la tapa del maletero; el VAM Classic Brougham tenía una cubierta de techo de vinilo estándar con sus respectivas molduras, cubiertas de ruedas (nuevo diseño para el año), parrilla estándar y emblemas "Brougham" sobre las bases del pilar C. El Classic AMX exhibió un volante deportivo de tres radios, asientos envolventes individuales plegables con respaldo alto, una consola central con un compartimento con cerradura, palanca de cambios montada sobre el piso y radio AM/FM. A pesar de la deportividad del modelo, destinado a ocupar el lugar del Javelin como el modelo de rendimiento de primera línea de VAM, así como la imagen y el entusiasmo del constructor, los reposabrazos laterales eran los diseños estándar utilizados en los modelos base del Matador en los Estados Unidos. Por otro lado, el Classic Brougham lucía un volante deportivo personalizado y una palanca de cambios montada en la columna con un asiento de banco plegable con respaldo dividido y radio AM. A diferencia del Classic DPL, tanto el Classic AMX como el Classic Brougham incluían transmisión automática, dirección asistida y calefacción como equipo estándar. Una característica única del VAM Classic AMX de 1974 fue la palanca de cambios, porque contaba con diseño en forma de U (similar a la de un "avión") del Javelin.

##### 1975
Para 1975, los cambios en las tres versiones fueron pocos.
El Classic DPL obtuvo el nuevo diseño de parrilla de una sola pieza con luces de estacionamiento rectangulares, siguiendo las versiones fabricadas en EE. UU., además de presentar nuevos asientos y paneles de puertas. El volante de lujo obtuvo un nuevo diseño tanto para el Classic DPL como para el Classic Brougham.
Ambos modelos cupé obtuvieron nuevos paneles de puertas interiores con reposabrazos laterales modelo X de longitud completa de AMC; los paneles de la versión deportiva también llevaban un emblema "AMX" grabado sobre el vinilo cerca de la esquina superior delantera de la puerta. El Classic AMX también presentaba el diseño de palanca de cambios montada en el suelo del modelo X de AMC.
Las tres versiones compartían las actualizaciones de encendido electrónico, un indicador de vacío en lugar del reloj eléctrico, y el motor I6 de  282 plg³ (4,6 L) con una relación de compresión más baja de 7.7:1 y con un carburador Holley 2300 de dos cuerpos. La relación de transmisión del diferencial trasero se cambió a 3.31:1 para ambas transmisiones. Una actualización importante estaba presente en la parte delantera del motor. Se invirtieron las posiciones de la bomba de dirección y del alternador, situándose ahora el primero en el lado de las tomas y el segundo en el del distribuidor. Esto también significó un nuevo modelo de bomba de agua para el I6 de 282 pies cúbicos.

##### 1976
Se incorporaron cambios adicionales para el modelo de 1976. El Classic DPL y Brougham presentaron un nuevo diseño para las cubiertas de las ruedas. Ambos modelos cupé obtuvieron un nuevo diseño de parrilla dividida en dos partes con luces de posición cuadradas. El Classic AMX tenía una calcomanía lateral nueva y más discreta que cubría solo los guardabarros delanteros. Comenzaba cerca del pilar A hasta la parte superior de la luz de posición lateral en dos tonos, con un emblema "AMX" pintado. La pérdida de la parte trasera de la calcomanía lateral significó un nuevo emblema de metal "AMX" en la esquina derecha de la tapa del maletero. A diferencia de años anteriores, el Classic AMX de 1976 tenía una línea menos clara entre un modelo deportivo y uno de lujo. Los diseños de los paneles laterales y los asientos se veían lujosos en lugar de deportivos, varias unidades tenían cubiertas de ruedas como estándar en lugar de los anillos de ajuste y tapacubos regulares, y algunas unidades también tenían el reloj en lugar del indicador de vacío. Lo que los hacía deportivos se reducía principalmente a los reposabrazos laterales, el volante, la configuración individual de los asientos, la palanca de cambios montada en el suelo y una consola central. Las tres versiones compartían un nuevo velocímetro de 160 km/h, parabrisas polarizado y diseños de asientos basados en las unidades Oleg Cassini de AMC para los cupés Matador. Estos fueron combinados con el color del resto del interior y compartidos por las tres versiones en lugar de solo en el cupé Brougham como hizo la AMC. Los más inusuales fueron los del AMX, ya que eran individuales e incluían reposacabezas ajustables con crestas Cassini integradas y mecanismos reclinables (por primera vez en automóviles VAM desde 1972). El Classic DPL lucía un asiento de banco delantero fijo, mientras que el Classic Brougham tenía un banco dividido con respaldo plegable. Este modelo (así como el VAM Pacer de 1976) es el único caso de un automóvil VAM que se acercó a los diversos automóviles de diseño AMC de EE. UU. Este diseño interior no era un paquete opcional, sino una característica estándar de fábrica. Los toques de color cobre (excepto los botones) y el borde exterior de los modelos AMC Oleg Cassini no se usaron en los VAM Classic (ni en los Pacer). Lo que significa que el paquete Cassini mexicano se centró principalmente en los diseños de asientos y paneles laterales (solo interior).
La línea Classic se suspendió a mediados del año modelo 1976. VAM esperaba introducir el modelo Pacer en el mercado mexicano, que representaría su cuarta línea de productos, mientras que la legislación mexicana en ese momento permitía solo tres por marca. Tener tanto el Classic como el Pacer en el segmento del mercado de lujo también habría causado competencia interna. VAM prefirió el nuevo Pacer al que hasta ese momento había sido su modelo insignia (el Ambassador en los Estados Unidos). También hubo factores externos detrás de esta decisión, ya que el mercado de los coches grandes estaba pasando por una desaceleración generalizada en México. A partir de 1977, el modelo más lujoso de VAM fue el Pacer, y sus modelos de mayor tamaño fueron los American (AMC Hornet).

### Noruega
Los Matador fueron comercializados en Noruega durante la década de 1970 por el importador local Kolberg & Caspary AS, ubicado en la localidad de Ås. La empresa Kolberg & Caspary se formó en 1906 e importaba productos automotrices, industriales y de construcción.
Los modelos Matador, Javelin y Hornet fueron vendidos por Gavas Motors AS en Oslo y Hasco Motors AS en Drammen.

### Reino Unido
El nombre Rambler se usó en los modelos Matador con volante a la derecha vendidos en el Reino Unido. Los sedanes Matador estaban disponibles a través de Rambler Motors (A.M.C) Limited en Chiswick, al oeste de Londres, junto con los Ambassador (hardtop y familiar) y el Javelin. A excepción del Javelin, los modelos Matador y Ambassador se exportaron de Kenosha con el volante a la derecha de fábrica, al igual que los modelos Rebel y Ambassador anteriores importados al Reino Unido. No se ensamblaron localmente.
A diferencia de los kits desmontados que se usaron para el ensamblaje en Australia, que continuaron usando la versión del tablero para el volante a la derecha. Los Matador de segunda generación del Reino Unido fueron construidos en fábrica con los controles de temperatura de las versiones de EE. UU. (ubicados debajo y a la izquierda de los diales de instrumentos). También recibieron una fascia construida y ajustada localmente que reemplazó el marco de plástico negro de AMC, como había sido la práctica hasta entonces para los Rebel y Ambassador anteriores del mercado del Reino Unido.
Los modelos finales de 1977 para el mercado del Reino Unido fueron las versiones con el volante a la izquierda normales en los Estados Unidos.

## Cese de la producción
A finales de la década de 1970, el mercado automotriz en los Estados Unidos se estaba moviendo hacia automóviles más pequeños. El Matador de gran tamaño ya no era atractivo para los clientes, que exigían coches más económicos, ya que el combustible y el dinero se convirtieron en problemas cada vez más preocupantes después de la crisis del petróleo de 1973 y la continua inflación interna de dos dígitos.
Al carecer de los recursos financieros para acometer un rediseño completo, AMC abandonó el gran Ambassador después de 1974, mientras que el Matador se suspendió después de 1978, casi al mismo tiempo que Ford trasladó sus placas de identificación de tamaño completo a una plataforma más pequeña. El Chevrolet Impala de 1977 de reducido también significó la ruina para los modelos intermedios de mayor tamaño de AMC y Chrysler. American Motors respondió a la disminución de la demanda de coches grandes mediante la introducción de una nueva placa de identificación en 1978, el AMC Concord, un rediseño e incorporación al segmento de lujo del AMC Hornet compacto que tenía la misma distancia entre ejes de 108 pulgadas (2743 mm) que el Chevrolet Malibu de 1978, otro modelo intermedio rediseñado. Se presentó como una combinación de un "tamaño fácil de manejar con un interior espacioso y suntuoso" y, en contraste con el cupé Matador, el "estilo general era agradable ... no ofendería a nadie". Esta fue la primera línea completa de coches económicos, de tamaño compacto con acabados lujosos, incorporando características y niveles de comodidad que anteriormente solo estaban disponibles en automóviles más grandes.
American Motors no tuvo otro automóvil grande hasta el Eagle Premier que se desarrolló en asociación con Renault, y que se introdujo en el mercado tras la compra de AMC por parte de Chrysler en 1987.

## Coleccionismo

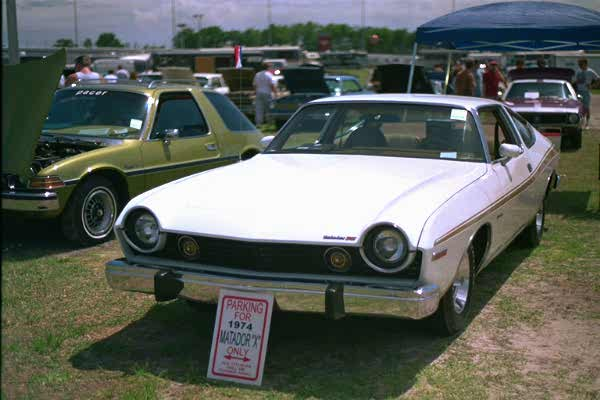
AMC Matador X Cupé de 1974 en una exhibición de autos clásicos en Daytona Beach

Si bien todavía se pueden comprar ejemplos bien restaurados del sedán Matador por menos de 3.000 dólares, se han publicado anuncios que piden más de 10.000 por cupés restaurados. En Australia, un sedán Matador "superviviente" o restaurado puede costar entre 10.000 y 14.000 dólares australianos.
La revista Hemmings Classic Car incluyó al Matador Cupé de 1974–78 como una de sus 19 pruebas rodantes de que el pasatiempo de los coches clásicos no tiene por qué ser costoso y describió al Cupé como "posiblemente una de las formas más distintivas que surgieron del 1970, y posiblemente un pináculo de estilo por su relevancia entre los modelos de lujo personales", su papel en una película de James Bond, y su historia en la NASCAR.
El artículo de 1991 de la revista Esquire "Coches geniales que nadie quiere" describe a los AMC Matador de 1974–75 como un objeto de colección, afirmando que: "American Motors, considerado durante mucho tiempo como el fabricante de automóviles para los geeks, comenzó su lento declive, creemos, cuando los liberales que constituían su mercado principal, comenzaron a ganar suficiente dinero como para comprar automóviles escandinavos".
En 2014, Hagerty Collector Insurance incluyó al "Adam 12" AMC Matador como su "coche de policía estadounidense favorito de tamaño completo y tracción trasera en 60 años de las mejores series de policías".